# Zdravstvo v Sloveniji
Zdravstvo v Sloveniji je zasnovano po načelu univerzalnega zdravstvenega sistema in financirano po Bismarckovem modelu. Javni zdravstveni sistem se pod okriljem Zavoda za zdravstveno zavarovanje Slovenije pretežno financira iz prispevkov za obvezno zdravstveno zavarovanje, dodatna sredstva pa se zagotavljajo s sistemom prostovoljnega dopolnilnega zavarovanja ter v manjši meri iz državnega proračuna. Storitev dopolnilnega zdravstvenega zavarovanja nudijo tri zavarovalnice. Leta 2017 so nacionalni zdravstveni izdatki predstavljali 8,0 % BDP, pri čemer so 5,8 % BDP predstavljala sredstva, zbrana v okviru obveznega zavarovanja ali namenjena iz proračuna.
Večina izvajalcev zdravstvene dejavnosti v Sloveniji je javnih ustanov, manjši delež pa pripada zasebnim in koncesionarskim izvajalcem. Storitve zasebnih izvajalcev se financirajo samoplačniško oz. v okviru dodatnega zdravstvenega zavarovanja.
Izzivi zdravstvenega sistema veljajo v Sloveniji za enega najbolj perečih družbeno-političnih problemov. Kljub temu zdravstveni sistem od prvih let po ustanovitvi neodvisne Republike Slovenije ni bil deležen večjih reform.
| Podatek (vir)                                                                 | Vrednost | Leto |
| ----------------------------------------------------------------------------- | -------- | ---- |
| Nacionalni zdravstveni izdatki kot % BDP (OECD)                               | 8,0 %    | 2017 |
| Nacionalni zdravsteni izdatki v USD/osebo (OECD)                              | 2775 $   | 2017 |
| Nacionalni zdravsteni izdatki iz javnih sredstev kot % BDP (OECD)             | 5,8 %    | 2017 |
| Nacionalni zdravstveni izdatki iz prostovoljnih sredstev kot % BDP (OECD)     | 2,2 %    | 2017 |
| Nacionalni zdravstveni izdatki iz samoplačniških sredstev kot % BDP (OECD)    | 1,0 %    | 2017 |
| Izdatki za zdravila kot % skupnih izdatkov za zdravstvo (OECD)                | 18,3 %   | 2016 |
| Število zdravnikov na 1000 prebivalcev (OECD)                                 | 3,0      | 2016 |
| Število zdravnikov na 1000 prebivalcev (SZO)                                  | 2,5      | 2009 |
| Število zdravnikov splošne in družinske medicine na 100.000 prebivalcev (SZO) | 49,78    | 2013 |
| Število zdravstvenikov na 1000 prebivalcev (OECD)                             | 9,7      | 2016 |
| Število psihiatrov na 1 milijon prebivalcev (Eurostat)                        | 128      |      |
| Število kliničnih psihologov na 100.000 prebivalcev (SZO)                     | 3        | 2018 |
| Število kliničnih psihologov na 100.000 prebivalcev (Evropska komisija)       | 13       | 2015 |
| Število zobozdravnikov na 10.000 prebivalcev (SZO)                            | 6,839    | 2016 |
| Število zobozdravnikov na 1.000 prebivalcev (OECD)                            | 0,72     |      |
| Število farmacevtov na 10.000 prebivalcev (SZO)                               | 6,526    | 2016 |
| Število diplomantov medicine na 100.000 prebivalcev (OECD)                    | 15,9     | 2016 |
| Število diplomantov zdravstva na 100.000 prebivalcev (OECD)                   | 90       | 2016 |
| Število diplomantov dentalne medicine na 100.000 prebivalcev (Eurostat)       | 3,3      | 2016 |
| Število bolniških postelj na 1000 prebivalcev (OECD)                          | 4,5      | 2017 |
| Uvrstitev na lestvici učinkovitosti zdravstvenih sistemov članic SZO (SZO)    | 38/191   | 2000 |
| Uvrstitev na Bloombergovi lestvici najbolj zdravih držav (Bloomberg)          | 24/169   | 2019 |
| Uvrstitev na lestvici Evropskega indeksa zdravja potrošnikov                  | 21/35    | 2018 |

## Zgodovina

### Avstro-Ogrska, Kraljevina SHS in Kraljevina Jugoslavija (pred letom 1945)
V času pred prvo svetovno vojno je bil zdravstveni sistem v slovenskih deželah primerljiv s tistimi v drugih delih Avstro-Ogrske. V tem obdobju se je zdravstvena oskrba zagotavljala v okviru zasebnega zdravstvenega sistema. Prvi koraki razvoja sistema zdravstvenega zavarovanja so se zgodili v drugi polovici 19. stoletja, ko so zdravstveno zavarovanje razširili na železniške delavce, uvedli pa so tudi kritje poškodb. V avstrijskem delu države so leta 1887 po Bismarckovem modelu uvedli obvezno zdravstveno zavarovanje za kritje poškodb, leto pozneje pa so vanj vključili še druge zdravstvene stroške; dve tretjini dajatev so prispevali delavci, eno pa delodajalci.
Prvi bolezenski sklad obveznega zdravstvenega zavarovanja po zgledu nemškega modela so v slovenskih deželah ustanovili leta 1889 v Ljubljani, pozneje pa so ga ustanovili tudi v drugih mestih po deželi. Skladi so delavcem zagotavljali zdravstveno in socialno varstvo. Socialno varstvo ob poškodbah pri delu so financirali izključno delodajalci. Konec leta 1889 je bilo na območju Zgornje Koroške in Spodnje Štajerske zavarovanih približno 11 % prebivalstva. Skladi zdravstvenega zavarovanja so delovali do razpada Avstro-Ogrske ob koncu prve svetovne vojne. Leta 1919 so na območju Slovenije ustanovili Združenje skladov zdravstvenega zavarovanja. Po vojni je sistem zdravstvenega zavarovanja prešel v t. i. »vejna zavarovanja«, ki so nudila zdravstveno zavarovanje nekaterim večjim družbenim skupinam, npr. rudarjem, železarjem in osebju Ljubljanske univerze. Kmetijski delavci, ki so predstavljali največji del prebivalstva, niso bili vključeni v takratni sistem zdravstvenega zavarovanja.
V obdobju do leta 1945 so se v slovenskih deželah začeli razvijati javno in osnovno zdravstvo ter zdravstveni zavodi.

### Socialistična republika Slovenija (1945–1991)
V SR Sloveniji je do leta 1954 veljal model socialnega zdravstvenega zavarovanja; delavci in upokojenci so bili skupaj z družinskimi člani vključeni v sistem obveznega zdravstvenega zavarovanja, ki pa ni zajemal delavcev v kmetijstvu, samozaposlenih, obrtnikov in nekaterih drugih ekonomskih skupin. Socialno zavarovanje je združevalo zdravstveno, pokojninsko, invalidsko in porodniško zavarovanje. Večino sredstev so prispevali delodajalci in delojemalci, država pa je prispevala nekatera sredstva za vojake in veterane. Socialno zavarovanje so upravljale država ali regionalne ljudske skupščine. Razpršenost finančne izpostavljenosti v primeru regionalnih presežnih stroškov je bila dosežena z vzajemnim zavarovanjem med posameznimi skladi na nacionalni ravni. Med letoma 1954 in 1955 je bilo zdravstveno zavarovanje ločeno od pokojninskega, obsegalo pa je delavce, javne uslužbence, obrtnike in samozaposlene, pozneje pa v manjši meri tudi kmetijske delavce, ki so pridobili minimalne pravice zdravstvenega varstva. Odmerne stopnje so bile za različne skupine zavarovancev različne. Ponudnike zdravstvenega zavarovanja so upravljali predstavniki delodajalcev in posameznih zavarovancev. Leta 1965 je v Sloveniji delovalo 15 zavodov zdravstvenega zavarovanja. Polne pravice zdravstvenega zavarovanja so na kmetijske delavce razširili leta 1972 na podlagi referenduma; tako so bile zagotovljene razmere za zdravstveno zavarovanje, ki je obsegalo vse prebivalstvo. Nova Socialistična federativna republika Jugoslavija, ustanovljena leta 1974, je glavno vlogo financiranja zdravstvenega varstva prenesla na »samoupravljajoče skupnosti interesa v zdravstvu«: lokalna združenja ljudi iz ene ali več skupnosti, ki so štela najmanj 150.000 oseb, so pridobila dolžnost upravljanja vseh zavarovalniških fondov.
Zdravstveni sistem je bil v SR Sloveniji postopoma preoblikovan; zdravstvene ustanove so bile podržavljene, zasebno zdravstvo je bilo ukinjeno, zdravniki pa so postali državni delavci. Primarne zdravstvene storitve so nudili zdravstveni centri; ti so med drugim vključevali tudi ginekološke, zobozdravstvene ter pediatrične in mladinske zdravstvene storitve. Prišlo je do zatona splošne medicine zaradi poveličevanja ostalih specializacij na primarnem nivoju. V obdobju po koncu druge svetovne vojne pa do 1970-ih let je prišlo tudi do pospešenega razvoja zdravstvene infrastrukture, ki jo je financirala država in kasneje delno tudi skladi zdravstvenega zavarovanja na okrožnem nivoju. Ob uvedbi nove zvezne ustave leta 1974 so bili uvedeni regionalni zdravstveni centri, ki so zaobjemali bolnišnice, primarno zdravstvo, lekarne in regionalne ustanove javnega zdravja. Ti naj bi v celoti zagotavljali vse preventivne in kurativne zdravstvene storitve. Nova ureditev izvajanja zdravstvenega varstva je bila podvržena neprimernemu cenovnemu nadzoru ter naraščajoči birokratizaciji zdravstva.
Obravnava pacientov z duševnimi težavami je potekala v okviru dispanzerjev za mentalno zdravje na primarnem nivoju; tim so sestavljali psihiater, klinični psiholog ter medicinska sestra. Pediatrični timi so vključevali tudi logopeda, pedagoga in pa socialnega delavca.
V SFRJ je v obdobjih gospodarskih kriz in nestabilnosti prihajalo do skrajno škodljivih finančnih učinkov na ponudnike zdravstvenih storitev. Plače v zdravstvenem sektorju so bile nižje od tistih v ostalih evropskih državah. Prav tako je bilo upravljanje zdravstvenega sistema neučinkovito. Zdravstveni sistem je v času 1970-ih in 1980-ih let zaznamovalo širjenje obsega in dostopa do zdravstvenih storitev in, hkrati, stalni finančni izzivi. Finančne težave je dodatno stopnjevala neučinkovita in potratna zdravstvena oskrba ter uporaba vprašljivih zdravstvenih pristopov. Do leta 1990 je bil zdravstveni sistem Slovenije na robu propada.

### Republika Slovenija (od 1991)
Slovenski zdravstveni sistem se je za časa tranzicije soočal z resnimi strukturnimi težavami. V začetku 1990-ih let se je zdravstveni sistem soočal s hudimi finančnimi primanjkljaji in posledično nelikvidnostjo. S sprejetjem Zakona o zdravstvenem varstvu in zdravstvenem zavarovanju leta 1992 se je pričelo celokupno restrukturiranje slovenskega zdravstvenega sistema. Zakonska reforma je uvedla tako obvezno kot prostovoljno zdravstveno zavarovanje ter ponovno uvedla zasebne zdravstvene storitve. Zakon je državo določil kot odgovorno za oblikovanje strategije za razvoj javnega zdravja, zagotavljanje sistema javnih zdravstvenih storitev, nadziranje zdravstvenih storitev in zavarovanja, izobraževanja zdravstvenega osebja in izvajanje nalog javnega zdravja. Država je prav tako prevzela odgovornost za ustanavljanje (in lastništvo) zdravstvenih ustanov na sekundarnem in terciarnem nivoju ter odgovornost za financiranje investicij v napredno zdravstveno opremo in zgradbe. Občine so bile določene kot ustanovitelji in lastniki zdravstvenih ustanov primarnega zdravstva ter kot odgovorne za investicije v primarno zdravstvo in plačevanje prispevkov za posameznike brez prihodkov. Delodajalci so bili določeni kot odgovorni za zdravje in varnost na delovnem mestu ter financiranje dela prispevkov zdravstvenega zavarovanja zaposlenih ter varstva v primeru poškodb ali poklicnih obolenj. Zavod za zdravstveno zavarovanje Slovenije (ZZZS) je bil določen kot odgovoren za nacionalen sistem obveznega zdravstvenega zavarovanja (vključno z vzpostavitvijo pogodb z izvajalci, lekarnami in dobavitelji medicinskih materialov) in nekatere druge naloge. Državne zdravstvene institucije in njihovi zaposleni so bili določeni kot odgovorni za izpolnjevanje zdravstvenih načrtov in implementacijo strokovnih ter javnozdravstvenih direktiv in pa pogajanje o plačilu zdravstvenih storitev. Osebni zdravniki, katerih izbira je bila svobodna, so bili pooblaščeni za izdajanje receptov, vrednotenje delovne sposobnosti, upravljanje z zdravstveno dokumentacijo in napotitve specialistom, medtem ko so ostali zdravniki izgubili omenjene kompetence (tako so lahko posamezniki brez izbranega osebnega zdravnika izgubili dostop do zdravstvenih storitev). Kot osebni zdravnik je bil lahko izbran splošni zdravnik, pediater ali ginekolog. Uvedeni so bili tudi osebni zobozdravniki. Osebni zdravniki so bili uvedeni z namenom izboljšanja poznavanja in zaupanja pacienta ter lažjega nadziranja zdravstvenega stanja pacienta.

## Financiranje
Slovenija spada med države z univerzalnim zdravstvenim sistemom in z Bismarckovim modelom financiranja zdravstvenega varstva. Financiranje zdravstvenega varstva se deli na javna sredstva (ki zajema tako sredstva, zbrana v okviru obveznega zdravstvenega zavarovanja, kot proračunska sredstva), zasebna sredstva iz prostovoljnega dodatnega zavarovanja in zasebnih sredstev v okviru samoplačništva.
Leta 2010 je Slovenija za zdravstvo namenila 9 % BDP (3,2 mrd. €) in se tako glede obsega (deleža BDP) sredstev, namenjenih za zdravstvo, uvrstila v spodnjo četrtino evropskih držav. Po drugi strani so bili leta 2015 izdatki visoki v primerjavi z drugimi novejšimi članicami OECD.
Obseg javnega financiranja se je od globalne finančne krize postopno zmanjševal. Ukrepi, ki so prizadeli obseg javnih sredstev, namenjenih za zdravstvo, so vključevali znižanje cen storitev, zamrznitve plač in zvišanje doplačil. Tekom gospodarske krize je, po besedah predsednika skupščine zdravniške zbornice Marka Bitenca, dodatno omejitev razpoložljivih javnih sredstev povzročila porast brezposelnosti in posledičen izpad prispevkov. Leta 2009 je bilo zdravstvo sektor, ki ga je državno varčevanje najbolj prizadelo. Na račun zdravstva je bilo privarčevanih 236 milijonov evrov, od tega 150 milijonov na račun ukinjenih investicij v bolnišnice. Ostali prihranki so izvirali iz znižanja cen zdravstvenih storitev, plač, sredstev za napredovanje zaposlenih in deleža amortizacije v cenah storitev.
Delež BDP, namenjen zdravstvu, je vrh dosegel v letih 2012 in 2013 s 8,8 %. Rast deleža sredstev, namenjenih za zdravstvo, je bilo moč pripisati predvsem rasti zasebnih sredstev v zdravstvenem sistemu. Delež sredstev je v naslednjih letih ostajal enak ali upadal in tako leta 2018 s 7,9 % dosegel najnižjo raven od leta 2008.
Zakon za uravnoteženje javnih financ (ZUJF) je del zdravstvenih pravic prenesel z obveznega na dopolnilno zavarovanje. To je zdravstvenim zavarovalnicam po njihovih izračunih povzročilo okoli 66 milijonov evrov dodatnih stroškov, na kar so se odzvale s preventivnim zvišanjem premij. Drugi varčevalni ukrepi (znižanje cen storitev in materialov) so disproporcionalno koristili zdravstvenim zavarovalnicam. Dejanski dodatni stroški za zavarovalnice tako niso bili takoj jasni. Tako se je obseg javnega financiranja zdravstva v petih letih skrčil za približno 400 milijonov evrov. ZZZS je po letu 2009 na dopolnilna zavarovanja prenesel skoraj 50 milijonov evrov letnih stroškov.
Administrativni stroški financiranja zdravstva so po podatkih iz leta 2016 predstavljali nekaj več kot 4 % sredstev, namenjenih za zdravstvo. Slovenija se je tako po višini administrativnih stroškov uvrstila na 8. mesto izmed 29 držav OECD, med Nizozemsko in Švico. Administrativni stroški prostovoljnega zdravstvenega zavarovanja so predstavljali več kot polovico administrativnih stroškov financiranja.
Delež gospodinstev s hudimi finančnimi posledicami zaradi stroškov zdravstvene oskrbe je bil leta 2015 najnižji med državami OECD, zglolj 1,0 %.

### Javna sredstva
Delež javnih sredstev v zdravstvu je leta 2015 znašal 71,1 %, kar je 7,5 % manj od povprečja EU.
Za kapitalske naložbe v zdravstvene domove in lekarne so odgovorne posamezne občine.

#### Obvezno zdravstveno zavarovanje
Večina (80 %) javnih sredstev, namenjenih za financiranje zdravstva, se zbira v okviru obveznega zdravstvenega zavarovanja. Prispevke zbira Zavod za zdravstveno zavarovanje Slovenije (ZZZS), državna organizacija, ki deluje kot edini plačnik storitev obveznega zdravstvenega zavarovanja. Do leta 1999 je ZZZS zbiral tudi prostovoljna sredstva. Leta 2012 je bilo v obvezno zdravstveno zavarovanje vključenih 99,5 % prebivalstva.
ZZZS zbira sredstva tako od delojemalcev, delodajalcev in pa drugih zavezancev. 98 % vseh prihodkov ZZZS predstavljajo dajatve iz računa plač. Stopnja se odmerja na podlagi dohodkov zavezancev ali druge osnove. Stopnjo prispevka določa državni zbor (leta 2010 je ta znašala 12,92 % bruto osebnega dohodka, leta 2019 pa 13,45 %). Zaradi skoraj izključne odvisnosti od vplačil iz naslova plač je financiranje obveznega dela zdravstvenega sistema močno odvisno od nihanj trga dela.
ZZZS določa nabor storitev, ki so delno ali v celoti krite s strani obveznega zdravstvenega zavarovanja, ter določa letni obseg zdravstvenih storitev, ki ga financira. Iz obveznega zdravstvenega zavarovanja se financira odsotnost z dela zaradi zdravstvenih razlogov, daljša od 30 dni.
ZZZS presežna sredstva deloma shranjuje kot rezerve.

#### Proračunska sredstva
Ministrstvo za zdravje razpolaga s proračunskimi sredstvi, ki jih lahko nameni za financiranje zdravstvene dejavnosti. 7. člen ZZVZZ določa področja, za katera država namenja proračunska sredstva za zdravstvo, vključno s financiranjem investicij in drugih obveznosti javnih zdravstvenih zavodov, ustanovljenih s strani države, dopolnilnih sredstev primarne ravni javne zdravstvene službe na demografsko ogroženih območjih, javnega zdravja, javnozdravstvene dejavnosti na področju zdravstva, mednarodnega sodelovanja na področju zdravstva, zbiranja krvi, organov, tkiv in celic za presaditev, zdravstveno varstvo vojakov, nekaterih tujcev in oseb neznanega prebivališča, plačilo do polne vrednosti zdravstvenih storitev nekaterih posameznikov in plačilo prispevkov za obvezno zdravstveno zavarovanje za nekatere zavezance. Proračunska sredstva ministrstvu dodeljuje državni zbor. Za leto 2018 je bil načrtovan obseg ministrstvu dodeljenih sredstev skoraj 100 milijonov evrov. Obveznosti financiranja specializacij in pripravništev so za časa leta 2019 postopoma prehajale na državna proračunska sredstva, kar je pripomoglo k povečanju razpoložljivih sredstev ZZZS. Občine oz. mesta so zadolžena za financiranje nekaterih zdravstvenih dejavnosti, med drugim financiranje investicij v primarno zdravstvo. Država s proračunskimi sredstvi lahko tudi sanira izgube bolnišnic oz. javnih zdravstvenih zavodov.

### Zasebna sredstva
V Sloveniji so leta 2018 zasebna sredstva predstavljala 27,1 % vseh finančnih sredstev, namenjenih za zdravstvo. Od teh jih je bilo 12,0 % zagotovljeno prek samoplačništva.

#### Prostovoljno zdravstveno zavarovanje
Prostovoljno zdravstveno zavarovanje se deli na dopolnilno zdravstveno zavarovanje in dodatno zdravstveno zavarovanje. Dopolnilno zdravstveno zavarovanje krije doplačila zdravstvenih storitev, ki niso v celoti krita s strani obveznega zdravstvenega zavarovanja. Dodatno zdravstveno zavarovanje krije stroške nadstandardnih zdravstvenih storitev, ki niso krite v okviru javnega zdravstva in jih mora sicer uporabnik kriti samoplačniško. Dopolnilno zavarovanje je mogoče pridobiti zgolj zavarovancem obveznega zdravstvenega zavarovanja. Premije prostovoljnega zdravstvenega zavarovanja so leta 2010 predstavljale 12,3 % skupnih sredstev, namenjenih za zdravstvo.
Prostovoljno zdravstveno zavarovanje je do leta 1999 nudil ZZZS, nakar je bila ustanovljena zavarovalnica Vzajemna, na katero je ZZZS prenesel vsa prostovoljna zavarovanja. Prostovoljna zavarovanja so leta 1994 doprinesla 7 % vseh sredstev za zdravstvo, medtem ko so bila do leta 2012 odgovorna že za 13,6 %. Slovenija je bila leta 2017 v vrhu držav OECD v deležu prebivalcev z neko obliko prostovoljnega zdravstvenega zavarovanja.

##### Dopolnilno zdravstveno zavarovanje
Dopolnilno zdravstveno zavarovanje po zakonski določbi predstavlja javni interes Republike Slovenije in je zakonsko določeno kot medgeneracijsko in spolno vzajemno; obravnava mora biti enaka ne glede na spol, starost ali zdravstveno stanje. Zavarovalnica, ki zavarovanje izvaja, mora sprejeti vsako osebo z obveznim zdravstvenim zavarovanjem. Premije ene zavarovalnice morajo biti enake za vse zavarovance. Zavarovalnice ne smejo prekiniti zavarovanja, razen ob neplačevanju premije. Premije so višje, če se dlje časa nezavarovana oseba ponovno vključi v dopolnilno zdravstveno zavarovanje. Za vsako polno leto brez dopolnilnega zavarovanja se premija zavarovanca ob vzpostavitvi zavarovalniškega razmerja poveča za 3 %. Tako se preprečuje izmikanje medgeneracijski solidarnosti (sklepanju in koriščenju dopolnilnega zavarovanja zgolj v kasnejšem življenjskem obdobju). Premije se lahko povišajo tudi za osebe, ki so dlje časa bivale v tujini brez sklenjenega zavarovanja v Sloveniji. Povišano premijo po podatkih iz leta 2019 plačuje 3–4 % zavezancev. Ob zamuditvi enomesečnega roka za sklenitev zavarovalniškega razmerja mora zavarovanec ob vzpostavitvi dopolnilnega zavarovanja prestati trimesečno obdobje, ko kljub plačevanju premij ni deležen kritja doplačil s strani zavarovalnice. Tako se preprečuje izmikanje vzajemnosti med zdravimi in bolnimi (t. j. sklepanju in koriščenju zavarovalniškega razmerja zgolj v času bolezni, ne pa tudi v zdravem obdobju).
V Sloveniji dopolnilno zdravstveno zavarovanje ponujajo tri zavarovalnice; Vzajemna, Zavarovalnica Triglav in Adriatic Slovenica. Zavarovalnice, ki izvajajo programe dopolnilnega zdravstvenega zavarovanja, so dolžne s skladom sredstev dopolnilnega zavarovanja upravljati ločeno od drugih morebitnih zavarovalniških programov, ki jih izvajajo (vključno z ločenim prikazovanjem poslovnega izida in uporabo sredstev zgolj za izvajanje dopolnilnega zavarovanja). Povprečen zavarovanec iz dopolnilnega zdravstvenega zavarovanja letno porabi 290 € škode. Z dopolnilnimi zavarovanji se je k izvajanju zdravstvene dejavnosti leta 2015 prispevalo 412 milijonov evrov sredstev, medtem ko obseg pobranih premij/sredstev na račun dopolnilnega zavarovanja znaša 483 milijonov evrov. Dopolnilno zdravstveno zavarovanje krije doplačila več kot 95 % prebivalcev. Po navedbah iz leta 2019 je bilo v Sloveniji 1.433.000 zavezancev dopolnilnega zavarovanja, dodatnim 53.000 socialno ogroženim osebam pa je dopolnilno zavarovanje zagotavljala država. Povprečen zavarovanec, ki začne premije plačevati pri 20 letih, prek dopolnilnega zavarovanja tekom življenja prispeva 23.900 €.
Iz dopolnilnega zdravstvenega zavarovanja se deloma krije velik del vseh zdravstvenih storitev z izjemo posebnih skupin pacientov (otroci in matere) ali obolenj (maligna obolenja in določena druga obolenja, rehabilitacija po poškodbi na delu). Glede na delež doplačila se v največji meri iz dopolnilnega zavarovanja financira nakup zdravil (38 %), specialistične storitve v bolnišnični obravnavi (21 %), specialistične storitve v ambulantni obravnavi (12 %), zobozdravstvene storitve (12 %), primarna dejavnost (11 %) in pa stroški zdravilišč (6 %).
Do leta 2012 je zakonodaja zavarovalnicam, ki so izvajale dopolnilno zdravstveno zavarovanje, nalagala, da se polovica dobička, pridobljenega s prej omenjeno dejavnostjo, porabi za izvajanje te dejavnosti. Prav tako je zakonodaja do tega leta zahtevala predčasno odobritev zvišanja premij v času trajanja dopolnilnega zavarovanja. Obe določili sta bili s strani Sodišča EU spoznani kot kršitvi evropske zakonodaje in posledično odpravljeni.

##### Dodatno zdravstveno zavarovanje
Leta 2017 je bilo z dodatnim zdravstvenim zavarovanjem zavarovanih 13 % prebivalcev. Leta 2018 je bil opažen porast zavarovanj brez čakalnih dob, ki krijejo stroške samoplačniških zdravstvenih storitev, kar je potencialno posledica daljšanja čakalnih vrst v javnem sistemu. Zavarovanec tako z nadstandardnim zavarovanjem dostopa do storitev v 7 dneh ali manj.

#### Samoplačništvo
Samoplačništvo v Sloveniji predstavlja relativno zelo nizek delež skupnih sredstev, namenjenih za zdravstvo, glede na ostale evropske države. Leta 2011 je delež neposrednih zdravstvenih izdatkov gospodinjstev predstavljalo zgolj 12 % vseh izdatkov za zdravstvo. Strošek samoplačništva zdravstvenih storitev kot delež potrošnje gospodinstev je najnižji izmed držav OECD, zgolj 2,0 %.
Samoplačništvo omogoča dostop do zdravstvenih storitev vsem tistim, ki nimajo urejenega osnovnega zdravstvenega zavarovanja, in pa v primerih, ko zdravstvena dejavnost ni krita s strani zdravstvenega zavarovanja. Samoplačništvo prav tako omogoča hitrejši dostop do zdravstvenih storitev; v primerjavi z javnim sistemom so pri samoplačniških izvajalcih čakalne dobe krajše ali jih sploh ni.
Samoplačništvo je še posebej razširjeno/značilno za lepotne operacije, zobozdravstvene storitve in ortodontske storitve. Financiranje ortodontije iz javnih sredstev je še posebej skromno.

## Izvajanje
Ministrstvo za zdravje je odgovorno za upravljanje in urejanje pravne ureditve zdravstva v Sloveniji. Tako je izvajanje zdravstva v veliki meri centralizirano.

### Primarna zdravstvena dejavnost
Zdravstvena dejavnost na primarni ravni se zakonsko opredeljuje kot osnovna zdravstvena dejavnost in lekarniška dejavnost. Za organizacijo na primarni ravni so odgovorne občine. Te so prav tako lastnice zdravstvenih domov in lekarn ter zadolžene za kapitalske naložbe v zdravstvene domove in lekarne. Na primarnem nivoju zdravstveni domovi nudijo kurativno in preventivno tako kot urgentno oskrbo. Na primarnem nivoju delujejo tako javni kot zasebni izvajalci (oz. izvajalci s koncesijo). Izvajalci storitev primarne zdravstvene dejavnosti so lahko doktorji splošne medicine, pediatre, ginekologe in zdravnike specialiste šolske medicine. Vsi pacienti imajo izbranega osebnega zdravnika, prek napotitev katerega lahko dostopajo do specialističnih storitev (ko je to potrebno) (do napotitve pride v ~20 % obiskov pri osebnem zdravniku), ki lahko vključujejo svetovanje, diagnostične storitve ali kurativne storitve. Specialisti so nato dolžni pacientom zagotoviti potrebna zdravila ali naknadne kontrolne obiske. Specialisti običajno o obravnavi poročajo osebnemu zdravniku, ki je pacienta napotil. Ženske lahko izberejo osebnega ginekologa.

#### Referenčne ambulante
Leta 2011 je Ministrstvo za zdravje začelo uvajati referenčne ambulante družinske medicine, ki v tim poleg zdravnika in srednje medicinske sestre vključujejo tudi diplomirane medicinske sestre, ki so usposobljene za delo s kroničnimi bolniki in nekaterimi manj zahtevnimi obravnavami; te tako delno razbremenijo obveznosti zdravnikov. Leta 2019 je bilo v Sloveniji referenčnih ambulant že večina čez 800. Ministrstvo načrtuje, da bi bile s časom v referenčne preoblikovane vse ambulante družinske medicine.

### Sekundarna in terciarna zdravstvena dejavnost
Zdravstvena dejavnost na sekundarni ravni je zakonsko opredeljena in zajema specialistično ambulantno in bolnišnično dejavnost kot nadaljevanje oz. dopolnitev osnovne zdravstvene dejavnosti. Sekundarna raven zdravstvene dejavnosti obsega specialistično ambulanto dejavnost in pa specialistično bolnišnično dejavnost. Specialistična ambulantna dejavnost obsega poglobljeno diagnostiko in izvajanje zdravljenja bolezni oz bolezenskih stanj ter ambulantne rehabilitacije. Specialistično ambulantno dejavnost opravljajo bolnišnice, zdravilišča ali zasebni zdravniki specialisti posameznih strok. Zdravniki, ki specialistično ambulantno dejavnost opravljajo v zdravstvenem domu ali zdravilišču ali kot zasebniki se strokovno in organizacijsko povezujejo z ustreznimi bolnišnicami. Specialistična bolnišnična dejavnost se izvaja v splošnih ali specialnih bolnišnicah in obsega poglobljeno diagnostiko, zdravljenje in rehabilitacijo, zdravstveno nego, nastanitev in prehrano.
Zdravstvena dejavnost na terciarni ravni je zakonsko opredeljena in zajema dejavnost klinik, kliničnih inštitutov ali kliničnih oddelkov. Njihova dejavnost obsega znanstvenoraziskovalno in vzgojnoizobraževalno delo (vključno s podiplomskim izobraževanjem) ter najzahtevnejše zdravstvene storitve na ambulantni ali bolnišnični način, ki ga ni smotrno izvajati na nižjih nivojih. Storitve oz. programe, opravljanje na tercialni ravni določa ministrstvo za zdravje.
Bolniščno oskrbo v Sloveniji nudi 30 ustanov; 10 splošnih, 2 univerzitetni, 5 psihijatničnih in pa 13 specializiranih bolnišnic (3 od slednjih so privatne). Visoko specializirane ustanove med naštetimi nudijo terciarno osrkbo, in sicer UKC LJ in MB, Onkološki inštitut, Univerzitetna klinika za pljučne bolezni in alergijo Golnik, Psihijatrična klinika Ljubljana in Univerzitetni rehabilitacijski institut.
V okviru zdravstvene dejavnosti na sekundarni in terciarni ravni se izvaja tudi dejavnost javnega zdravja in javnozdravstvene dejavnosti na področju zdravja, okolja in hrane. Javne bolnišnice in nacionalni inštituti so v lasti ministrstva za zdravje.

### Zobozdravstvo

#### Financiranje
Zobozdravstvene storitve so iz obveznega zdravstvenega zavarovanja krite v celoti zgolj v primerih napotitve s strani osebnega zdravnika in v primerih nujnih posegov. Zobozdravstvene storitve se iz obveznega zdravstvenega zavarovanja sicer financirajo zgolj v višini 80 %; vsa ostala sredstva je potrebno zagotoviti preko dopolnilnega zdravstvenega zavarovanja ali samoplačniško. Določene zobozdravstvene storitve pa sploh niso krite in jih je zato potrebno doplačati v celoti. Med takšne spadajo npr. čiščenje zobnih oblog in odstranjevanje zobnega kamna ter neamalgamske bele zalivke.
Leta 2014 je ZZZS za zobozdravstvo namenil 130 milijonov evrov. Pri tem je dodatnih 25 milijonov evrov izhajalo iz doplačil ter neznana količina iz samoplačniške dejavnosti. Četrtina prebivalcev nima izbranega osebnega zobozdravnika in tako ne dostopa do storitev javnega zdravstva. Leta 2018 je vladajoča koalicija naznanila namen prehoda v popolnoma brezplačno javno zobozdravstvo za vse državljane, za kar bi bilo v javnem sistemu glede na ocene potrebno doprinesti dodatnih 92 milijonov evrov.
Leta 1994 je v Sloveniji na področju zobozdravstva obratovalo 194 koncesionarjev in v obdobju ministrovanja Andreja Bručana (2004–2007) preseglo število zobozdravnikov v javnih zavodih. Leta 2019 je v Sloveniji obratovalo več kot 600 zobozdravnikov koncesionarjev. Porast števila koncesionarjev je sovpadal s podaljševanjem čakalnih dob in porastom napotovanja pacientov na samoplačniške zobozdravstvene storitve, potencialno zaradi finančne koristi koncesionarjem, ki hkrati opravljajo zasebne samoplačniške storitve.

### Lekarništvo
Lekarniška dejavnost se obravnava kot del zdravstvene dejavnosti in se izvaja kot javna služba. Obravnava se kot negospodarska dejavnost splošnega pomena in njen osnovni namen tako ni pridobitne narave. Lekarniška dejavnost je zakonsko opredeljena kot del osnovne in posledično primarne zdravstvene dejavnosti, a se izvaja tako na primarni kot na sekundarni (bolnišnične lekarne) in terciarni ravni zdravstvene dejavnosti.
Zakonodaja izvajalcem lekarniške dejavnosti omogoča tudi pripravo magistralnih zdravil (tj. zdravil, pripravljenih po navodilih zdravnika, ki jih ta predpiše točno določenemu pacientu) in galenskih zdravil (tj. zdravil, pripravljenih v galenskem laboratoriju lekarn v skladu z načeli priprave). Ta zdravila ne potrebujejo dovoljenja za promet.
V Sloveniji je oglaševanje lekarniške dejavnosti z namenom pospeševanja prodaje zdravil, medicinskih pripomočkov in podobnih izdelkov prepovedano (in pa vsakršno spodbujanje pacientov s tem namenom).
Dobiček, ustvarjen ob lekarniški dejavnosti, so lahko občine prenašale v občinski proračun. Dobiček je tem večji, čim več receptov izda lekarna. Z novim zakonom je bilo leta 2017 določeno, da morajo biti presežki lekarn, preneseni v občinske proračune, porabljeni izključno za zdravstveno dejavnost občin.

### Predpisovanje zdravil
Podatki o zdravilih so urejeni v Centralni bazi zdravil, nacionalni referenčni zbirki podatkov, ki jo skupno urejajo MZZ, JAZMP, ZZZS in NIJZ. ZZZS zdravila na podlagi več kriterijev razvršča na pozitivno, vmesno in negativno listo, pri čemer se predpisana zdravila na pozitivni P100 listi krijejo v celoti iz obveznega zdravstvenega zavarovanja, pozitivni P75 75 % iz obveznega in 25 % iz dopolnilnega zavarovanja/doplačila, vmesni 25 % iz obveznega in 75 % iz dopolnilnega zavarovanja/doplačila, strošek nabave zdravil na negativni listi pa mora prejemnik v celoti kriti samoplačniško. Zdravila iz pozitivne in vmesne liste zdravnik predpiše z zelenim receptom, ki je v večini primerov veljaven en mesec od izdaje (z izjemo antibiotikov (3 dni) in narkotikov (5 dni)). Zdravila iz negativne liste se predpisujejo z belim receptom, ki prav tako velja en mesec od izdaje. Obnovljivi recepti omogočajo večkratno prejemanje istega zdravila z istim enkrat izdanim receptom (prvi dvig mora biti opravljen en mesec od izdaje).

### Zdravljenje v tujini
Zavarovane osebe so pod določenimi pogoji upravičene do zdravstvenih storitev v tujini. Te so odvisne od razlogov za odhod v tujino (stalno ali začasno bivanje, študij, načrtovano zdravljenje v tujini, napotenje na delo v tujini in obmejno delo).
Zavarovane osebe imajo pravico do zdravstvene obravnave (pregleda, preiskave ali zdravljenja) v tujini, ko so izčrpane možnosti obravnave v Sloveniji in je pri pregledu v tujini utemeljeno pričakovati ozdravitev, izboljšanje ali preprečitev nadaljnjega slabšanja zdravstvenega stanja.
Zavarovane osebe imajo na podlagi določb EU tudi pravico do (povračila stroškov) obravnave v drugih članicah Evropske unije, Evropskega gospodarskega prostora in Švicarske konfederacije v primeru, če ji je za storitev v Sloveniji določena čakalna doba, ki presega najdaljšo dopustno čakalno dobo in v Sloveniji ni drugega izvajalca, ki te ne presega oz. če določena čakalna doba presega razumen čas. Stroški se povrnejo v celoti zgolj, če ne presegajo cene v javni zdravstveni mreži države, v kateri je bila storitev uveljavljena.

### Ostalo
Del javne mreže zdravstvenih ustanov predstavljajo tudi zdravilišča. Zavarovani pacienti so upravičeni do zdraviliškega zdravljenja v primeru določenih obolenj. Napotitev na zdraviliško zdravljenje mora prestati posebno obravnavo utemeljenosti.

#### Kartica zdravstvenega zavarovanja
Vsem zavarovancem obveznega zdravstvenega zavarovanja je izdana kartica zdravstvenega zavarovanja. Kartica vsebuje podatke o zavarovancu, ki zdravstvenim delavcem omogoča dostop do podatkov o identiteti zavarovanca, prostovoljnem zdravstvenem zavarovanju, osebnem zdravniku, izdanih zdravilih, izdanih medicinsko-tehničnih pripomočkih in pa opredelitvi za posmrtno darovanje organov in tkiv za presaditev. Kartica omogoča uveljavljanje pravic tako obveznega kot prostovoljnega zdravstvenega zavarovanja. Kartico zavarovanec predloži ob zdravniških obiskih in drugih priložnostih uveljavljanja zdravstvenih pravic. Pri tem se od zavarovanca lahko zahteva tudi predložitev osebnega dokumenta. Brez predložitve kartice lahko zdravstvene pravice načeloma koristi zgolj samoplačniško.
Kartico zavarovancem brezplačno izdaja ZZZS ob prvi ureditvi obveznega zdravstvenega zavarovanja. Novejše kartice imajo 10-letno veljavnost; en mesec pred iztekom veljavnosti ZZZS zavarovancu avtomatsko pošlje novo brezplačno kartico. Kartice izdane, med letoma 2000 in 2008, imajo neomejeno veljavnost in ne bodo avtomatsko zamenjane.

## Pravno-formalna ureditev

### Ustava Republike Slovenije
Ustava Republike Slovenije v 50. členu določa zdravstveno varstvo kot pravico v okviru pravice do socialne varnosti in določa državno kot odgovorno za zagotavljanje te pravice. 51. člen ustave ustoličuje univerzalno pravico do zdravstvenega varstva v okviru zakonskih določil, zakonsko določanje pravice do zdravstvenega varstva iz javnih sredstev in splošno prepoved prisilnega zdravljenja ob odsotnosti nasprotnih zakonskih določil. 55. člen ustave ustoličuje prosto odločanje o rojstvu otrok. 72. člen ustave ustoličuje pravico do zdravega življenjskega okolja, katerega je dolžna zagotavljati država.

### Zakon o zdravstvenem varstvu in zdravstvenem zavarovanju (ZZVZZ)
ZZVZZ ureja sistem zdravstvenega varstva in zavarovanja, določa nosilce skrbi za zdravje in njihove naloge, zdravstveno varstvo v zvezi z delom in delovnim okoljem, odnose med zdravstvenim zavarovanjem in izvajalci in pa uveljavljanje pravic zdravstvenega zavarovanja. Zakon med drugim določa pravice in dolžnosti posameznikov na področju zdravstva, naloge politike javnega zdravja in državne naloge v na področju zdravstva, določa področja financiranja zdravstvenih dejavnosti iz proračunskih in občinskih in mestnih sredstev, deli zdravstveno zavarovanje na obvezno in prostovoljno ter določa ZZZS kot nosilca prvega ter zavarovalnice kot izvajalce slednjega, določa obveznosti obveznega zdravstvenega zavarovanja in pravice ter dolžnosti zavarovancev, opredeljuje dopolnilno, dodatno, nadomestilno in vzporedno zdravstveno zavarovanje in opredeljuje izvajanje dopolnilnega in obveznega zavarovanja.

### Zakon o zdravstveni dejavnosti (ZZDej)
Zakon o zdravstveni dejavnosti ureja delovanje zdravstvene dejavnosti (aktivnosti zdravstvenih delavcev in sodelavcev), javno zdravstveno službo in pa povezovanje zdravstvenih organizacij in delavcev v zbornice in združenja ter njihove pravice in pooblastila. Zakon deli zdravstveno dejavnost na primarno, sekundarno in terciarno raven. Zakon definira izvajalce zdravstvene dejavnosti, njihovo delitev na in njihove naloge in zahteve za pridobitev dovoljenja za izvajanje zdravstvene dejavnosti.

### Zakon o pacientovih pravicah (ZPacP)
Zakon o pacientovih pravicah med drugim ustoličuje pravico pacientov do privolitve oz. zavrnitve medicinskega posega ali obravnave (v primerih, ko je pacient sposoben presoje in njegova izbira huje ne ogroža zdravja ali življenje drugih), enake obravnave ne glede na osebne okoliščine, posebne varščine otrok in ogroženih skupin, pravico do proste izbire zdravnika ali izvajalca zdravstvene dejavnosti, pravico do zagotavljanja verske duhovne oskrbe, pravico do obveščanja in pojasnila (razen ob presoji zdravnika da bi obveščanje privedlo do resne zdravstvene škode in odsotnosti izrecne zahteve pacienta do polne obveščenosti, in pa ob izrecni zahtevi pacienta o neobveščanju) in pravico do sodelovanja pri izbiri načina zdravljenja, pravico do predhodne obveščenosti o samoplačniških stroških zdravljenja, pravico do preprečevanja in lajšanja trpljenja, pravico do drugega mnenja, pravico do varstva osebnih podatkov pacienta in dolžnost varovanja poklicne skrivnosti (razen v primerih varovanja življenja pacienta oz. zdravja drugih oseb in hujših zločinov), pravice in dolžnosti staršev oz. skrbnikov, določitve o zastopniku pacientovih pravic, ter Komisiji za varstvo pacientovih pravic.

### Zakon o duševnem zdravju (ZDZdr)
Zakon o duševnem zdravju določa sistem zdravljenja in socialnega varstva na področju duševnega zdravja, nosilce/izvajalce dejavnosti ter pravice osebe med zdravljenjem ali skrbjo. Zakon prepoveduje zapostavljanje na podlagi duševne motnje in ustoličuje dostojanstvo in temeljne svoboščine obravnavanega posameznika ter enako dostopnost do obravnave. Zakon predpisuje zdravljenje v skladu s strokovno preverjenimi metodami in mednarodno priznanimi metodami. Zakon določa sorazmernost zdravstvenih posegov, ki morajo minimizirati poseg v osebno integriteto in svobodo ter možne neželene učinke. Zakon določa:
- okoliščine uporabe elektrokonvulzivne terapije, hormonskega zdravljenja in uporabe psihotropnih zdravil v več kot predpisanih odmerkih (t.i. »posebne metode zdravljenja«),
- prepoved sterilizacije ali umetne prekinitve nosečnosti na podlagi duševne motnje,
- omejitev znanstvenih raziskav na osebah z duševnimi motnjami,
- pravice oseb v varovanem oddelku in nadzorovani obravnavi in obveznost obveščanja institucionaliziranih oseb o teh pravicah,
- obveznost poklicne tajnosti oz. varstva informacij, pridobljenih med delom,
- posebne varovalne ukrepe (tj. telesno oviranje s pasovi in omejitev gibanja znotraj enega prostora,)
- sprejem v zdravljenje oz. obravnavo brez privolitve,
- pristojnosti sodišča pri obravnavi sprejema oseb, ki ne privolijo v sprejem v zdravljenje oz. obravnavo,
- nadzorovano obravnavo in obravnavo v skupnosti,
- vodenje evidenc in poročanje odgovornih institucij.

### Zakon o nalezljivih boleznih (ZNB)
Zakon o nalezljivih boleznih določa nalezljive bolezni, ki ogrožajo zdravje državljanov in bolnišnične okužbe ter predpisuje ukrepe za preprečevanje in obvladovanje teh. Zakon predpisuje dolžnost zagotavljanja sanitarne ustreznosti vode ter živil in predmetov splošne rabe, kakovost zraka v zaprtih prostorih, vzdrževanje javnih objektov, prometa in površin ter ravnanje z odpadki. Zakon med drugim določa zdravstveno vzgojo in svetovanje za preprečevanje in obvladovanje nalezljivih bolezni, poročanje in prijavljanje nalezljivih bolezni in epidemij, epidemiološke preiskave, osamitev, karanteno in obvezno zdravljenje, dezinfekcijo, dezinsekcijo in deratizacijo, obvezne preglede, prepoved opravljanja dela pri okuženih osebah, izredne ukrepe ob epidemijah in drugih nezgodah (vključno z omejitvijo pravic oz. širitvijo dolžnosti zdravstvenih delavcev in sodelavcev in prepustitve v uporabo prostorov, opreme in zdravil, omejitev potovanja in gibanja, zbiranja in tržnega prometa), obveznost preiskav človeškega biološkega materiala, obveznih preiskav pri nosečnicah in pa ravnanje s trupli umrlih za nalezljivimi boleznimi.

#### Cepljenje
ZNP prav tako določa program obveznega cepljenja, ki vključuje cepljenje proti hemofilusu influence b, tetanusu, oslovskemu kašlju, poliomielitisu, ošpicam, mumpsu, rdečkam in hepatitisu B, in, pod določenimi pogoji, steklini, rumeni mrzlici, trebušnemu tifusu, klopnemu meningoencefalitisu, gripi, tuberkulozi in drugim nalezljivim boleznim. Zakon določa tudi obveznost zdravnika do ugotovitve morebitnih razlogov za opustitev cepljenja in pa proces ovrednotenja prošnje za opustitev cepljenja v okviru Komisije za cepljenje. Zakon določa okoliščine, ko je pri boleznih, preprečljivih s cepljenjem, obvezna imunoprofilaksa, in okužbe, ko je obvezna kemoprofilaksa (vključno z osebami, ki odhajajo na dočena endemična območja ali prihajajo z njih).

### Zakon o zdravniški službi (ZZdrS)
Zakon o zdravniški službi ureja pogoje opravljanja zdravniške službe, zasebno zdravniško službo, pravice in dolžnosti zdravnikov in pristojnosti in naloge upravnih organov in nosilcev javnih pooblastil. Zakon med drugim določa pogoje za opravljanje zdravniškega poklica, opredeljuje zdravniško neodvisnost in svobodo odločanja, ter dolžnost ravnanja po znanstvenih in strokovnih metodah, določa poklicne dejavnosti zdravnikov, opredeljuje javno mrežo zdravstvene službe vključno s koncesionarstvom, določa pristojnosti Zdravstvene zbornice Slovenije in opredeljuje postopek specializacije.

### Zakon o zdravilih (ZZdr-2)
Zakon o zdravilih ureja področje zdravil za uporabo v humani in veterinarski medicini, vključno z zagotavljanjem njihove kakovosti, varnosti in učinkovitosti, določuje njihovo preizkušanje, proizvodnjo, promet in porabo, cene, nadzor, pripravo nerutinsko pripravljenih zdravil, določa okoliščine proizvodnje in prometa z zdravili, ter določa pristojnosti JAZMP.

#### Poročanje o neželenih učinkih zdravil
Poročanje o neželenih učinkih zdravil urejata Zakon o zdravilih in pa Pravilnik o farmakovigilanci zdravil za uporabo v humani medicini. Zdravstveni delavci so glede na določila ZZdr-2 dolžni nacionalnemu centru za farmakovigilanco poročati o: vseh resnih domnevnih neželenih učinkih, vseh nepričakovanih domnevnih neželenih učinkih in vseh domnevnih neželenih učinkih, ki so posledica nepravilne uporabe ali zlorabe zdravila, prevelikega odmerjanja zdravila, neodobrene uporabe zdravila in poklicne izpostavljenosti zdravilu ter o neželenih učinkih zdravil ki so pod dodatnim nadzorom. Pacienti imajo pravico poročanja o neželenih učinkih zdravstvenim delavcem ali pa neposredno nacionalnemu centru za farmakovigilanco. Zdravstveni delavci morajo glede na določila Pravilnika poročati tudi znano ali domnevno škodljivo medsebojno delovanje zdravil, sumu povečanja pojava domnevnega neželenega učinka zdravila in suma klinično pomembne neučinkovitosti zdravila.

### Splošni dogovor
Splošni dogovor je vsakoletni sporazum med ZZZS, Ministrstvom za zdravje in pa predstavniki izvajalcev (zbornice, združenja) ki določa skupen obseg izvajanja programov zdravstvenih storitev in njihovega financiranja oz. zagotavljanja sredstev. Splošni dogovor se oblikuje prek pogajanj med sodelujočimi in predstavlja pravno podlago za sklepanje pogodb z javnimi in zasebnimi izvajalci zdravstvenih storitev. Splošni dogovor poleg obsega programov storitev določa tudi prednostna področja, potrebne zmogljivosti in vrednotenje storitev.

### Kodeks zdravniške etike
Kodeks zdravniške etike snujeta Slovensko zdravniško društvo in Zdravniška zbornica Slovenije. Kodeks je zavezujoč za vse zdravnike v državi. ZZS je dolžna ukrepati ob kršitvah kodeksa. Kodeks med drugim določa zdravniško zavezo, odgovornost do pacienta, dolžnost znanstvenosti in strokovnosti ter izobraževanja, obveznost nudenja nujne medicinske pomoči, pravico do ugovora vesti, dolžnost do iskanja dodatnega mnenja, pravico do odklonitve nudenja zdravstvene pomoči ob pacientovi kršitvi svojih dolžnosti, dolžnost nepristranskosti pri obravnavi družinskih članov, tesnih prijateljev ali zdravnika samega sebe, dolžnost obveščanja in spoštovanja svobodnega odločanja pacientov, dolžnost spoštovanja avtonomije mladoletnikov, dolžnost zaščite neavtonomnih oseb pred ogrožanjem s strani skrbnikov ali siceršnje ogroženosti, spoštovanje predhodne prošnje pri trenutni nesposobnosti odločanja pacienta, posveta z bližnjimi, ko ni znana volja pacienta, varstvo osebnih podatkov in pravico pacienta do vpogleda v lastno zdravstveno dokumentacijo, dolžnost do neomenjanja pacientov v javnosti na način, ki bi lahko privedel do razkritja identitete razen ob soglasju pacienta ali škode za druge, predvideva spoštovanje življenja od spočetja dalje in širjenje tega nazora, prepoveduje priporočanje umetne prekinitve nosečnosti kot metodo načrtovanja družine, omejuje sprejemljive okoliščine izvajanja sterilizacije, določa zavračanje evtanazije in pomoči pri samomoru ter opustitev ali odtegnitev paliativne oskrbe, določa odgovornost zdravnika pri izvajanju znanstvenih raziskav, odgovornost do družbe, dolžnost udeleževanja pri spodbujanju javnega zdravja in izobraževanja, obveznost opozarjanja na pomanjkljivosti na področju zdravstvenega varstva in poskusov vplivanja na zdravniško neodvisnost, prizadevanje za enakovredno zdravstveno varstvo ranljivih skupin in manjšin, spodbujanje za pravičen dostop do virov materialnih sredstev v zdravstvu, dolžnost odklanjanja sodelovanja pri ali podpore dejavnostih, ki kršijo človekove pravice, odgovornost do kolegov vključno z delitvijo strokovnega znanja, dolžnosti do zdravstvenega tima, dolžnost razkritja konfliktov interesa pri predstavitvi zdravstvenih novosti, prepoveduje objave javnih zahval ali poveličevanja lastnih uspehov v javnosti, prepoved vpletenosti v oglaševanje zdravil, medicinskih izdelkov ali strokovno oz. znanstveno spornih postopkov in pa dolžnost ohranjanja lastnega zdravja v poklicnem in zasebnem življenju in iskanje ustrezne pomoči pri nastopu bolezni ali osebnih težav, ki bi lahko negativno vplivale na zdravje ali delo zdravnika.

### Modra knjiga standardov in normativov zdravnikov in zobozdravnikov
Modra knjiga standardov in normativov je dokument, ki določa pričakovan obseg dela, ki ga mora zdravnik na določenem delovnem mestu oz. v določeni specializaciji opraviti v polnem delovnem času.

## Organiziranost

### Javne ustanove na področju zdravstva
Zdravstveni zavodi
Javne zdravstvene zavode (ZZ) se ustanovi, spremeni, razširi dejavnost ali ukine s soglasjem zdravstvenega ministrstva ob predhodnem mnenju ZZZS.
JZZ upravlja svet zavoda, ki ga sestavljajo predstavniki ustanovitelja (ministrstva za zdravje), zaposlenih in zavarovancev/uporabnikov (ZZZS). Svet javnega ZZ, ki opravlja dejavnost na sekundarni ravni, sestavljajo tudi predstavniki občine oz. mesta, kjer se zavod nahaja. Sestavo in številčno razmerje predstavnikov ob ustanovitvi določi ustanovitelj. Svet imenuje in razrešuje direktorja s soglasjem ustanovitelja. Strokovni svet je kolegijski strokovni organ ZZ, njegovo sestavo, naloge in način oblikovanja pa določa statut ZZ.
Zavod za zdravstveno zavarovanje Slovenije (ZZZS)
ZZZS upravlja 45-članska skupščina in 11-članski upravni odbor. Skupščino sestavlja 25 predstavnikov zavarovancev in 20 predstavnikov delodajalcev. Zavod se deli na 10 območnih enot in obratuje 45 izpostav.
Nacionalni inštitut za javno zdravje (NIJZ)
NIJZ je enovita organizacija za izvajanje dejavnosti javnega zdravja. NIJZ deluje kot javna služba.
Javna agencija RS za zdravila in medicinske pripomočke (JAZMP)
JAZMP je v Sloveniji pristojni neodvisni regulatorni organ na področju humanih in veterinskih zdravil in medicinskih pripomočkov, krvi in krvnih pripravkov, človeških tkiv in celic, proizvodnje in prometa s prepovedanimi drogami skupin II in III ter lekarniške dejavnosti.
Nacionalni laboratorij za zdravje, okolje in hrano (NLZOH)
NLZOH je največji slovenski javnozdravstveni laboratorij ki izvaja raznovrstne laboratorijske raziskave vključno z raziskavami in nadzorom na področju zdravstva. Leta 2015 je NLZOH od JAZMP prevzel pristojnosti glede analiznega preizkušanja zdravil.

### Izobraževalne ustanove
V Sloveniji obratujeta dve medicinski fakulteti, MF Univerze v Ljubljani in MF Univerze v Mariboru. MF UL izvaja študijska programa splošne medicine in dentalne medicine in izvaja dodiplomsko kot podiplomsko izobraževanje. MF UL je za program splošne medicine leta 2011 razpisala 220 vpisnih mest, leta 2012 180 vpisnih mest, leta 2013 165 vpisnih mest, leta 2019 pa 150 vpisnih mest. MF UL za program dentalne medicine razpisuje 50 vpisnih mest. MF UM je bila ustanovljena leta 2003 in otvorjena leta 2004, sprva z 80 vpisnimi mesti za študente splošne medicine in končnim ciljem 100 študentov na letnik (ob za izgradnji nove stavbe fakultete je bilo načrtovanih 130–140 študentov na letnik). Za študijsko leto 2020/2021 je bilo število vpisnih mest povečano za 20 na 115-120. Strošek izobraževanja študenta splošne medicine je 15.000€ na letnik. Na MF UM načrtuje tudi uvedbo študija dentalne medicine (najzgoneje v študijskem letu 2020/21) in farmacije. Sprva se načrtuje 20 vpisnih mest za program dentalne medicine, število mest pa bi se s časom zvišalo na do 30 študentov na letnik. Za študij farmacije je načrtovanih 25 študentov na letnik.
Zdravstvena fakulteta UL izvaja študijske programe babištvo, delovna terapija, fizioterapija, laboratorijska zobna protetika, ortotika in protetika, radiološka tehnologija, sanitarno inženirstvo, in zdravstvena nega. Fakulteta za zdravstvene vede UM izvaja študijske programe zdravstvena nega, bioinformatika, in management v zdravstvu in socialnem varstvu. Fakulteta za zdravstvene vede v Novem mestu izvaja študijske programe zdravstvena nega, vzoja in menedžment v zdravstvu, integrirana zdravstvena in socialna oskrba, in edukacija in menedžment v zdravstvu. Visoka zdravstvena šola v Celju izvaja študijska programa zdravstvena nega in paliativna oskrba. Fakulteta za vede o zdravju v Izoli in Novi Gorici izvaja študijska program zdravstvena nega. Fakulteta za zdravstvo Angele Boškin na Jesenicah izvaja študijska programa zdravstvena nega in fizioterapija. Fakulteta za zdravstvene in socialne vede Slovenj Gradec izvaja študijska programa zdravstvena nega in zdravstvene vede. Fakulteta za farmacijo v Ljubljani izvaja dodiplomski in podiplomski študij farmacevtov.
Srednje zdravstvene šole obratujejo v Ljubljani, Mariboru, Celju, Murski Soboti, Novemu mestu, Slovenj Gradcu in Zagorju (zgolj program zdravstvene nege). Srednja šola za farmacijo, kozmetiko in zdravstvo v Ljubljani izvaja izobraževalna programa laboratorijske biomedicine, zobotehnike ter farmacevtske tehnike. Gimnazija in srednja kemijska šola Ruše in Srednja zdravstvena in kemijska šola ŠC Novo mesto izvajata izobraževalni program farmacevtski tehnik.

### Neodvisne organizacije

#### Zdravniška zbornica Slovenije (ZZS)
Zdravniška zbornica Slovenije je stanovska organizacija odgovorna za avtonomno samouravnavanje zdravniškega poklica. ZZS podeljuje, podaljšuje in odvzema zdravniške licence, oblikuje in nadzoruje pripravništvo, specializacije in ostale oblike podiplomskega strokovnega izpopolnjevanja ter imenuje mentorje, izvaja strokovni nadzor in pa vodi register zdravnikov. ZZS prav tako sprejema kodeks medicinske deongologije (kodeks zdravniške etike) in sankcionira ob kršitvah kodeksa, sodeluje pri pripravi zakonov in predpisov v zdravstvu, sooblikuje pogodbe in zastopa interese zasebnih zdravnikov pri sklepanju pogodbe z ZZZS ter zastopa zasebne zdravnike pri sklepanju kolektivnih pogodb.

#### Slovensko zdravniško društvo (SZD)
Slovensko zdravniško društvo je prostovoljno stanovsko strokovno združenje zdravnikov, zobozdravnikov in študentov zadnjega letnika medicinske fakultete. SZD se pretežno ukvarja s strokovnim razvojem medicinske stroke. SZD določa vsebino specializacij zdravnikov (ki jih nato sprejme ZZS v soglasju z ministrom za zdravje).

#### Sindikati v zdravstvu
Sindikat zdravnikov in zobozdravnikov Slovenije (FIDES) je bil ustanovljen leta 1991 na Medicinski fakulteti v Ljubljani z namenom zagovarjanja interesov zdravnikov in zobozdravnikov na nacionalni ravni; zdravniki so pred tem svojo sindikalno dejavnost izvajali v okviru Sindikata zdravstvenih delavcev. Sindikat družinskih in splošnih zdravnikov Slovenije PRAKTIK.UM je bil ustanovljen leta 2012 z namenom zagovarjanja interesov družinskih in splošnih zdravnikov.
Sindikat delavcev v zdravstveni negi Slovenije (SDZNS) zastopa interese medicinskih sester in zdravstvenikov, zdravstvenih tehnikov ter bolničarjev. Sindikat zdravstva in socialnega varstva Slovenije (ZSVS) je bil ustanovljen leta 1990 in zastopa zaposlene v dejavnostih zdravstva, socialnega varstva in obveznega socialnega zavarovanja.
Pod okriljem Konfederacije sindikatov Slovenije PERGAM obratujejo Sindikati v zdravstvu Slovenije, Sindikat sevalcev Slovenije, Sindikat laboratorijske medicine Slovenije (SILMES), Sindikat farmacevtov Slovenije (SIFARM), Sindikat Kliničnega centra Ljubljana, Sindikat Univerzitetnega kliničnega centra Maribor, in pa Sindikat delavcev zdravstvenega zavarovanja Slovenije.

### Osebje v zdravstvu
V Sloveniji je v zdravstvu in socialnem delu zaposljenih 6,5% vseh zaposlenih (povprečje OECD je 10,1%). Zdravstveni delavci so opredeljeni kot vsi tisti delavci, ki so pridobili dodiplomsko ali podiplomsko izobrazbo zdravstvenega področja in opravili strokovni izpit oz. izpolnili druge pogoje. Zdravstveni sodelavci so vsi delavci v zdravstvu, ki nimajo takšne izobrazbe (npr. psihologi, logopedi, biologi, itd.). Ostalo osebje se opredeljuje kot nezdravstveno osebje.

#### Zdravniki
V Sloveniji je leta 2018 delovalo dobrih 5.800 zdravnikov. Izobraževanje zdravnikov v Sloveniji izvajata Medicinska fakulteta Univerze v Ljubljani in Medicinska fakulteta Univerze v Mariboru. Izobraževanje obsega vsaj 5 let študija in 5.500 ur teoretičnega in praktičnega usposabljanja v okviru univerze. Strošek izobraževanja študentov medicine znaša 15.000€ na letnik, medtem ko je povprečni strošek specializacije 30.890€. Povprečen strošek specializacije znaša 3.669€ na leto, specialistični izpit pa ~1.613€. Letni strošek specializacij je leta 2013 znašal 42 milijonov evrov. 63 % zdravnikov je ženskega spola (povprečje OECD je 48 %); po številu zdravnic je Slovenija med državami OECD na 4. mestu. Delež zdravnikov, starih 55 let ali več, je 30 % (OECD povprečje je 34%). V Sloveniji je delež zaposlenih zdravnikov, ki so se izobraževali v tujini, 17,3 % (OECD povprečje je 17,7 %) (v Avstriji je v tujini izobraženih zdravnikov zaposljenih le 5,8 %).

##### Specializacije
Po diplomiranju morajo zdravniki opravijo pripravništvo ter specializacijo. Trajanje specializacije je od 2 do 7 let in je odvisno od področja specializacije. Na primarni ravni delujejo osebni/družinski zdravniki, katerih specializacija traja 4 leta. Specializacije načeloma financirata država in Zdravniška zbornica; specializacije financira ZZZS v okviru obveznega zdravstvenega zavarovanja. Specializant se je dolžan po opravljeni specializaciji zaposliti v regiji opravljanja specializacije (ne pa tudi isti ustanovi, kjer je specializacijo opravljal).
ZZZS lahko zahteva povračilo vseh stroškov specializacije od zdravnikov, ki po zaključku specializacije ne sklenejo zaposlitve v mreži javnega zdravstva znotraj regije opravljanja specializacije, ali v primeru trajnega prenehanja specializacije. Specialist stroške specializacije povrne z zaposlitvijo v regiji za časovni obseg trajanja specializacije. Specializacije družinske medicine so se razpisovale po regijah, v regiji opravljanja specializacije pa se je moral specialist po specializaciji tudi zaposliti. Ker so zdravniki ureditev razumeli kot siljenje v odročne kraje, se je z letom 2017 začelo oblikovati nacionalne razpise z manj strogim omejevanjem lokacije prihodne zaposlitve in večjo svobodo pogajanja med specialisti in ZZZS. Postopek v primeru kršitev prek prijave Zdravniški zbornici običajno sproži ustanova, kjer je bil specializant/specialist delojemalec. A v veliki večini primerov kršitev do prijave (in posledične izterjave stroškov) sploh ne pride, med vloženimi tožbami pa so pogosta tudi zastaranja. Obstaja tveganje za selektivne tožbe. A grožnja finančnih sankcij v zvezi s specializacijami lahko specializante priklene na neželene mentorje. V nekaterih primerih ustanova, kjer specializant opravlja specializacijo, temu nato ne ponudi zaposlitve; ta mora biti nato vsaj tri mesece prijavljen na zavodu za zaposlovanje, da mu ni potrebno vračati stroškov specializacije. Tožba lahko obstane tudi, če se specialist kasneje ponovno zaposli v ustanovi, kjer je specializacijo opravljal. Zasebne ustanove lahko zahtevajo tudi zaposlitev za dvakratnik trajanja specializacije ali pa povračilo izplačanih plač. Terjanje vračanja denarja se ne dogaja pri zdravnikih, ki delajo v tujini, prekinejo študij, ga zamenjajo, ali poklic opustijo.

#### Klinični psihologi in psihoterapevti
Klinični psihologi so diplomirani univerzitetni psihologi oz. magistri psihologije (bolonjski študij), ki so opravili štiriletno/petletno specializacijo klinične psihologije na medicinski fakulteti (a niso zdravniki in ne predpisujejo zdravil). Celotno izobraževanje traja 9 let, vključno z enoletnim obveznim pripravništvom. Klinični psihologi in psihiatri lahko delujejo tudi kot psihoterapevti, če so opravili psihoterapevtsko podspecializacijo. Poklic psihoterapevta v Sloveniji ni uradno prepoznan. Enoletni podiplomski tečaj psihoterapije opravljajo medicinske fakultete, naziv pa je mogoče pridobiti tudi prek različnih dodatnih izobraževanj in zasebnih šol. Strošek specializacije kliničnih psihologov - 150.000€ na specializanta - v nasprotju z ostalimi specializacijami krije zdravstveni zavod, v katerem bodo specializanti kasneje zaposleni. Klinični psihologi se poklicno združujejo v Zbornici kliničnih psihologov Slovenije.

#### Doktorji dentalne medicine
Izobraževanje doktorjev dentalne medicine izvaja Medicinska fakulteta Univerze v Ljubljani. Izobraževanje obsega najmanj 5 let teoretičnega in praktičnega študija ki traja vsaj 5.000 ur. Obdobje specializacije doktorjev dentalne medicine ne sme biti krajše od treh let.

#### Medicinske sestre/zdravstveniki in babice
Tehniki zdravstvene nege imajo zaključen srednješolski strokovni izobraževalni program zdravstvene nege in delujejo kot sodelavci v zdravstveni negi in oskrbi (naziv poklica je srednja medicinska sestra/zdravstvenik ali srednji zdravstvenik ali zdravstveni tehnik ali tehnik zdravstvene nege ali srednji medicinski tehnik). Izobraževanje diplomiranih medicinskih sester obsega skupno najmanj 3 leta študija in vsaj 4.600 ur teoretičnega in kliničnega usposabljanja, pri čemer teoretično usposabljanje predstavlja vsaj tretjino, klinično usposabljanje pa vsaj polovico minimalnega trajanja usposabljanja. Delež v Sloveniji zapolsenih medicinskih sester/zdravstvenikov, ki so se izobrazili v tujini je 0,4 % (OECD povprečje je 5,9 %). V Sloveniji je medicinskih sester in zdravstveniki 3,2-krat več od zdravnikov (povprečje OECD je 2,7).
Izobraževanje diplomiranih babic in babičarjev vključuje izobraževanje, ki obsega vsaj tri leta teoretičnega in praktičnega študija.

#### Lekarniško osebje
Strokovni delavci v lekarniški dejavnosti vključujejo magistre farmacije, magistre farmacije-specialiste in farmacevtske tehnike. Inženirji farmacije lahko lekarniško dejavnost opravljajo do izteka delovne dobe.
Izobraževanje magistrov farmacije obsega najmanj 5 let študija in najmanj 4 leta teoretičnega in praktičnega izobraževanja/usposabljanja ter najmanj 6 mesecev praktičnega usposabljanja v lekarni ali bolnišnici pod primernim strokovnim vodstvom.

#### Plače zaposlenih v zdravstvu
Povprečna plača tako splošnih zdravnikov kot specialistov je v Sloveniji 2,1-krat večja od povprečne plače. Zdravniki specializanti po podatkih iz leta 2016 prejemajo med 1.700€ in 2.290€ bruto plače. Zdravnik začetnik dobi po podatkih iz leta 2015 med 1.300–1.600€ neto plače, zdravnik z desetimi leti delovnih izkušenj pa med 1.500–1.820€ osnovne mesečne neto plače. Povprečna bruto plača zdravnikov je konec leta 2017 znašala 4.200€. Povprečna bruto plača specialistov v UKC LJ je januarja 2019 znašala 4.958,60 €. Zdravniki spadajo med najbolje plačani javne uslužbence. Leta junija leta 2018 se je izmed 6.494 zdravnikov v najvišji, 57. plačni razred uvrščalo 2176 zdravnikov. Leta 2017 so zdravniki zaradi visoke obremenjenosti in opravljanja administrativnih in akademskih funkcij predstavljali 922 izmed 1000 najbolje plačanih javnih uslužbencev; 49 izmed 50 najbolje plačanih javnih uslužbencev je bilo zdravnikov. Plače zdravnikov in zobozdravnikov so se v letih 2016-2018 občutno zvišale; masa plač zdravnikov se je v tem obdobju povečala za dobrih 15 %, za zobozdravnike pa dobrih 12 %.
Povprečna plača medicinske sestre/zdravstvenika v Sloveniji je enaka povprečni plači v državi (povprečje OECD je 1,1-kratnik povprečne plače). Srednja medicinska sestra/zdravstvenik po podatkih iz leta 2018 prejme 675€ izhodiščne neto plače, diplomirana medicinska sestra/zdravstvenik pa 899€ izhodiščne neto plače.
Leta 2014 je v UKC Ljubljana (vključno z vsemi dodatki in plačilom za izmensko, nočno, in nedeljsko delo) 11 % zaposlenih zaslužilo manj kot minimalno plačo (vsoto do polne minimalne plače je doplačevala država); 28 % je prejemalo manj kot 698,40€ neto; slabih 70 % je prejemalo manj kot povprečno bruto plačo (1.521,38€). Najnižje plače so prejemali nezdravstveni delavci.

### Zasebno zdravstvo in koncesionarstvo
Izvajalce zdravstvene dejavnosti na javne in zasebne ter koncesionarje deli Zakon o zdravstveni dejavnosti. Privatizacija zdravstva je bila tekom zgodovine Republike Slovenije predvsem odvisna od politične volje. Leta 2008 je bilo zasebnih/koncesionarjev 30 % izvajalcev na primarni ravni, 20 % izvajalcev nebolnišničnih specialističnih storitev in skoraj 60 % izvajalcev zobozdravstvenih storitev. Privatizacija bolnišničnih storitev ostaja omejena.
Del mreže javne zdravstvene dejavnosti so tudi koncesionarji. To so lahko domače ali tuje pravne ali fizične osebe, ki izpolnjujejo zakonsko določene pogoje. Koncesije na primarni ravni podeljujejo občine (ena sama ali več sosednih skupno) ob privolitvi ministrstva za zdravje, na sekundarni ravni pa ministrstvo za zdravje. Koncesija se podeli v primeru, ko javni zdravstveni zavod ne more zagotavljati opravljanja zdravstvene dejavnosti v zadostnem obsegu oz. zagotavljati potrebne dostopnosti do zdravstvenih dejavnosti. S koncesijskim aktom se določi najmanj utemeljitev razlogov za podelitev koncesije, območje in predviden obseg koncesionarske dejavnosti, trajanje koncesije in možnost podaljšanja koncesijskega razmerja. Koncesijske akte na primerni ravni sprejme občina ob predhodnem soglasju ministrstva za zdravje in ZZZS, na sekundarni ravni pa Vlada RS ob predhodnem soglasju ZZZS. Koncesija se v skladu s koncesijskim aktom podeli na podlagi javnega razpisa.
Zasebni zdravstveni delavec (zdravnik, doktor dentalne medicine, zasebni zdravstveni delavec ali sodelavec) je fizična oseba, ki je pridobila dovoljenje zdravstvenega ministrstva za opravljanje zdravstvene dejavnosti. Ti se lahko za opravljanje zahtevnejših ali obsežnejših dejavnosti povezujejo v zdravniške zadruge. Zasebni zdravnik mora poleg drugih zdravstvenih storitev bolnikom zagotoviti tudi nujno medicinsko pomoč, reševalni prevoz, laboratorijske in druge diagnostične ter terapevtske postopke. Zasebna zdravstvena dejavnost se lahko izvaja na pridobiten način in se financira po tržnih načelih iz sredstev uporabnikov ali njihovih zavarovalnic. Zasebna zdravstvena dejavnost ni dovoljena na določenih področjih, vključno z zdravstveno dejavnostjo na terciarni ravni, dejavnostjo preskrbe s krvjo/krvnimi pripravki, postopki oploditve z biomedicinsko pomočjo s spolnimi celicami darovalcev, lekarniške dejavnosti, pridobivanja in presaditve človeških organov in neavtolognega pridobivanja tkiv in celic, nujne medicinske pomoči, nujnih reševalnih prevozov, mrliško pregledne službe, sodne medicin, patologije in določenih dejavnosti javnega zdravja.
V določenih obdobjih se je koncesije podeljevalo na prošnjo zdravnika zasebnika, za neomejen čas in brez jasno zastavljenih pogojev. Ministrica za zdravje Kolar Celarc je želela trajanje podeljenih koncesij omejiti na 15 let ter podeljevanje izvajati prek javnih razpisov in zgolj v primerih, ko storitve ni sposobna zagotavljati javna zdravstvena ustanova.
Zavarovalnici Triglav in Sava Re sta leta 2019 izrazili zanimanje za nakup zdravstvenih klinik, kar bi lahko predstavljalo začetek povezovanja plačnikov in izvajalcev zasebnega zdravstva na Slovenskem.
Sočasno delo zdravstvenih delavcev v javnem in zasebnem sektorju
Po podatkih KPK iz leta 2014 je hkrati v javnem tako kot zasebnem sektorju delovalo 16 % zdravnikov in skupno vsaj 2.900 zdravstvenih delavcev v okviru 1.046 s.p.-jev oz. d.o.o.-jev. Med leti 2004-2012 so zdravstveni delavci, hkrati zaposleni v javnem tako kot zasebnem zdravstvu prek svojih zasebnih podjetji zaslužili okoli 167 milijonov evrov (151 milijonov evrov od tega zdravniki, 8,8 milijonov evrov zobozdravniki, 6 milijonov evrov pa psihologi). Prek svojih zasebnih zdravniških podjetji so zdravstveni delavci v letih 2004-2013 s poslovanjem z javnim sektorjem zaslužili 69 milijonov evrov. Polovica zdravnikov za sočasno delo v zasebnem sektorju ni pridobila ustreznih soglasji javnih delodajalcev in ministrstva za zdravje. KPK je na podlagi najdb zapisal »Zdravstveni sistem je netransparenten in zato pravi humus za nepregledno zaposlovanje, zaslužkarstvo in korupcijo« in opozoril, da je bil glede na obseg in trajanje kršitev nadzor pomanjkljiv ali neobstoječ ter pozval odgovorne k natančnejšem nadzoru. Za stanje je KPK dolžil tudi pomanjkljivo zakonodajo in zakonodajalce pozval k postopni prepovedi hkratnega delovanja zdravnikov v javnem in zasebnem sektorju. Zdravniki, zaposleni v javnih ustanovah, ki hkrati delaju tudi pri zasebnih izvajalcih oz. koncesionarjih, morajo za to od javne ustanove pridobiti soglasje, ki zapade v enem letu. Nekateri zdravniki storitve pri ne-javnih ustanovah izvajajo tudi po poteku soglasji. Javne ustanove ne morejo preverjati, ali posemezen zdravnik pri drugih izvajalcih dela brez soglasja, saj v ta namen ni vzpostavljenih nobenih mehanizmov. Leta 2017 je računsko sodišče opozorilo na delo zdravnikov brez ustreznih soglasji.
Prihodki in dobički
Leta 2019 je ustavno sodišče razsodilo, da je dotedanja omejitev dobičkov koncesionarjev kljub obstoju javnega interesa za omejevanje kratila njihovo ustavno pravico do gospodarske pobude.
Koncesionarji so v letu 2019 od ZZZS prejeli 350 milijonov € sredstev, kar je predstavljalo skoraj 15 % proračuna zdravstvene blagajne.
Po podatkih analize 15 največjih zasebnih izvajalcev zdravstvenih storitev, ki jo je leta 2020 pripravil medij Necenzurirano.si, so se prihodki teh izvajalcev v letu 2019 glede na predhodno leto povečali za 11 % na okoli 81 milijonov € in tako dosegli najvišjo raven do tedaj. Njihov čisti dobiček se je v istem obdobju med tem povečal za 20 % in tako v letu 2019 znašal 10 milijonov €; profitna marža je tako znašala 12,5 % (skoraj 3-krat več od povprečne donosnosti podjetji v Sloveniji). 72 % prihodkov (oz. prek 58 milijonov €) so pridobili od ZZZS prek izvajanja koncesijske dejavnosti, nekaj milijonov € prihodkov pa prek izplačil iz dopolnilnega zavarovanja. Najbolj donosne zdravstvene storitve zasebnih izvajalcev so bile: slikovna diagnostika, kirurgija, ortopedija in očesna dejavnost; najbolj dobičkonosne so bile tiste storitve, kjer so bile čakalne vrste najdaljše.

## Izzivi
Za slovensko javnost je zdravstvo največji izziv, s katerim se sooča država.

### Zdravstvena reforma
Reforma zdravstva velja za politično zahtevno temo; poskusi obsežnejše reforme zdravstvenega sistema so pogosto neuspešni, kar nakazuje tudi precejšnje število odloženih ali neuspešnih poskusov. Pri tem izstopajo neuspešni poskusi odprave dopolnilnega zdravstvenega zavarovanja. Poskusi reform so vključevali tudi poskuse preureditve bolnišnic v avtonomne ustanove namesto ustanovne v državni lasti. Izjema temu trendu je prestrukturiranje in združitev regionalnih inštitutov za javno zdravje v dve organizaciji; Nacionalni inštitut za javno zdravje in Nacionalni laboratorij za zdravje, okolje in hrano leta 2012.
Neuspeh sturkturnih reform v zdravstvu je moč pripisati predvsem politični nestabilnosti (tj. pogosti spremembi vlad), neskladnostjo mnenj med udeleženci v razpravo in pomankanjem politične podpore zdravstvenim ministrom.
Prihodne reforme se bodo najverjetneje osredotočale na zagotavljanje stabilnega financiranja zdravstvenega sistema, spremembe financiranja in nudenja dolgotrajne oskrbe, izboljšanje učinkovitosti prek reform nabave in plačila izvajalcev, in pa ojačanje primarnega zdravstva.

#### Ukinitev dopolnilnega zdravstvenega zavarovanja
Kot razloge v prid ukinitvi dopolnilnega zdravstvenega zavarovanja zagovorniki navajajo nepotrebne administrativne stroške in nesolidarnost zaradi zbiranja sredstev prek enotne premije. Slovenija je po podatkih iz leta 2016 pri financiranju zdravstva za administrativne stroške porabila nekaj čez 4 % vseh sredstev, od česar je bilo prostovoljno zdravstveno zavarovanje odgovorno za nekaj več kot polovico administrativnih stroškov v zdravstvu.
Dopolnilno zdravstveno zavarovanje je bilo zaradi pomanjkanja finančnih sredstev v zdravstvenem sistemu uvedeno leta 1993; do leta 1999 je sredstva tako za obvezno kot za dopolnilno zdravstveno zavarovanje zbiral ZZZS, leta 1999 pa je ZZZS zbiranje sredstev vseh prostovoljnih zavarovanj prenesel na novoustanovljeno zavarovalnico Vzajemno, ki sta se ji pri izvajanju te dejanovsti kasneje pridružili še zavarovalnici Adriatic Slovenica in Triglav. Od uvedbe je dopolnilno zavarovanje do leta 2019 neuspešno nameravalo ukiniti že 5 zdravstvenih ministrov. Dušan Keber, ki je služil kot minister za zdravstvo v letih 2000-2004 in je dopolnilnemu zavarovanju nasprotoval zaradi finančne krivičnosti do tistih z nižjimi prihodki, je v poskusu spodletel zaradi nasprotovanja ministrstva za finance pod vodstvom Dušana Mramorja, ki je menilo, da bi dodatne obremenitve delodajalcev ob sočasnem nasprotovanju nižanju plač s strani delojemalcev in sindikatov privedlo do višanja cen slovenskih proizvodov, kar bi posledično ohromilo konkurenčnost slovenskega gospodarstva. Februarja 2012 je časnik Dnevnik zapisal: »A bo sistem, po katerem so se zdravstvene pravice deloma krijejo iz dopolnilnega zdravstvenega zavarovanja, po 20 letih najverjetneje ukinjen. Če bo novi minister za zdravje Tomaž Gantar res nadaljeval delo svojega predhodnika na tem mestu, Dorjana Marušiča, se obeta uvedba splošne participacije.« Nadomestitev izpadlih sredstev ob ukinitvi dopolnilnega zavarovanja z zvišanjem odmernih stopenj obveznega zdravstvenega zavarovanja je sprva prav tako načrtovalo ministrstvo pod vodstvom Milojke Kolar Celarc (2014–2018), a je pristop opustilo zaradi skrbi glede posledične dovzetnosti zbranih sredstev zdravstvenega sistema na ekonomska nihanja (gospodarske krize, (ne)zaposlenost, in višino plač) in izziva zbiranja sredstev za dolgotrajno oskrbo. Zaradi teh razlogov je ministrstvo kasneje zagovarjalo ohranitev zbiranja teh sredstev iz neto plač s prenosom zbiranja prispevka od zavarovalnic na državo. Prav tako bi bila odmerna stopnja prispevka progresivna, in sicer med 20€ in 75€. Predlog ni uspel doseči obravnave zakonodajne veje oblasti zaradi nasprotovanja ministrstva za finance Dušana Mramorja in zamenjave oblasti.
Vlada Marjana Šarca (2018-) se je v koalicijski pogodbi s stranko Levica zavezala k ukinitvi dopolnilnega zavarovanja; le-ta je eden glavnih pogojev izvenkoalicijskega sodelovanja Levice z vlado Marjana Šarca. V dodatnem sporazumu marca 2019 je koalicija dorekla namen ukinitve dopolnilnega zavarovanja še tega leta, a se je uresničevanje obljube zapletlo zaradi zamenjave ministra za zdravje. Nov minister je predlog ministrstva za ukinitev dopolnilnega zavarovanja obljubil novembra 2019 s vladno presojo maja ali junija 2020. Levica je tako avgusta 2019 predstavila predlog ukinitve dopolnilnega zavarovanja, ki bi obsegal dvig prispevne stopnje ZZZS delojemalcev in pokojninske blagajne za 1,0 % ter dvig prispevne stopnje delodajalcev ZZZS za 1,6 %. Dajatev iz računa kapitalskih dohodkov bi znašala 7,36 %. Vsi upokojenci in 95 % delavcev naj bi izkusilo povečanje razpoložljivih dohodkov. Novembra je zdravstveni minister Aleš Šabeder vladi predlagal prehod na obvezno pavšalno dajatev v višini 31 €, ki bi ga plačevale vse skupine, ki bi do tlej plačevale prispevke dopolnilnega zavarovanja ter še približno 100.000 prebivalcev, ki do tedaj dopolnilnega zdravstvenega zavarovanja niso plačevali. Vlada se je zavzela za uvedbo vmesnega predloga, ki je predvideval ukinitev dopolnilnega zavarovanja v dveh korakih; najprej bi bila enotna dajatev prenesena iz zavarovalnic na ZZZS ki bi v celoti prevzel izvajanje dopolnilnega zavarovanja, nato pa bi bila nadoknadno uvedena progresivnost prek spremembe ZZVZZ leta 2021. Obvezni prispevek bi se letno usklajeval na podlagi rasti povprečne bruto plače. S strani vlade predvideno preoblikovanje prispevkov dopolnilnega zavarovanja v obvezno pavšalno dajatev ZZZS v sprva predvideni višini 29 € bi po izračunih ZZZS v letu 2021 privedlo do primankljaja v višini okoli 70 milijonov evrov v zdravstveni blagajni Zavoda. Za finančno vzdržnost bi moral po izračunih ZZZS pavšalni prispevek tako znašati najmanj 32,40 €, po podatkih Vzajemne pa bi bil za to potreben pavšal prek 34 € (poleg tega bi po navedbah ZZZS na finančno vzdržnost pavšala v prihodnje vplivalo tudi staranje prebivalstva, predvidena reforma pa bi privedla tudi do višjih administrativnih stroškov na finančni upravi). Minister za zdravje je zato predlagal, da bi se morebiten primankljaj ZZZS pokrival iz državnega proračuna, čemur je nasprotoval finančni minister. LMŠ je tako vložil zakonski predlog, ki bi pavšalni prispevek po novem odmeril v višini 32 €, morebitni primankljaj pa bi bil krit iz državnega proračuna. Koalicijski stranki DeSUS in SD sta zaradi nesolidarnosti izrazile nezadovolstvo s predlagom. Nasprotovanje kritju primankljajev iz proračuna s strani ministerstva za finance je kulminiralo v odstopu finančnega ministra Bertoncelja, čemur je ob pomislekih na sprejemanje vladnega hibridnega zakona sledil še odstop zdravstvenega ministra Šabedra, in nato še premiera Šarca. Nekaj dni za tem je bil na glasovanju zavrnjen zakon o ukinitvi dopolnilnega zavarovanja. Za sprejem so glasovale LMŠ, SD in Levica. V SDS so nasprotovanje med drugim utemeljili s pomankanjem solidarnosti pri predlogu. V mesecih pred glasovanjem o ukinitvi dopolnilnega zavarovanja je bil opažen porast lobističnih stikov interesnih skupin v zvezi z reformo; od 27. novembra 2019 je 56 lobističnih stikov opravila Vzajemna, Slovensko zavarovalniško združenje je opravilo 33 lobističnih stikov, v zvezi z zakonom pa so lobirali tudi Triglav, AS/Generali, Gospodarska zbornica Slovenije, Trgovinska zbornica Slovenije, Združenje delodajalcev Slovenije, Združenje delodajalcev in obrtnikov, Obrtniška zbornica Slovenije in Ameriška gospodarska zbornica v Sloveniji.
Stranka Nova Slovenija medtem zagovarja povečanje vloge zdravstvenih zavarovalnic pri financiranju slovenskega zdravstvenega sistema. ZZZS bi bil še naprej odgovoren za zbiranje sredstev (vključno z izterjavo neplačanih sredstev), a bi ta nato prerazporedil zdravstvenim zavarovalnicam, ki bi neodvisno sklepale dogovore z izvajalci, izvajale nadzor in med seboj tekmovale za zavarovance s »ponudbo privlačnih zavarovanj«. Javni zdravstveni zavodi bi bili po načrtu NSi preoblikovani v pridobitna podjetja v državni lasti. Tako bi uvedli konkurenco ne zgolj med zavarovalnicami, temveč tudi izvajalci zdravstvenih storitev. »Z novim modelom imajo zavarovanci možnost izbire med domačimi, tujimi, javnimi, zasebnimi izvajalci pod enakimi pogoji. Zavarovanec bo izbiral izvajalce glede na svoje potrebe bodisi glede na kakovost storitev ali čakalno dobo ali oddaljenost od svojega bivališča ali izvajalčeve reference. Novost za zavarovance je prosta izbira zavarovalnice, pri kateri sklenejo obvezno zavarovanje.« To bi po mnenju NSi izboljšalo učinkovitost, kvaliteto storitev ter znižalo tveganje za korupcijo. Njihov program predvideva tudi večjo vlogo zasebnih sredstev pri financiranju zdravstvenega sistema, saj menijo, da je ustrezno sprotno povečevanje javnih izdatkov za zdravstvo neizvedljivo glede na rastoče potrebe.
Ukinitvi dopolnilnega zdravstvenega zavarovanja ostro nasprotujejo zavarovalnice, ki storitev izvajajo. Trojica zasebnih zdravstvenih zavarovalnic v izjavah za javnost navaja ključnost in nepogrešljivost dopolnilnega zdravstvenega zavarovanja. Slovensko zavarovalno društvo ob poskusih ukinitve dopolnilnega zavarovanja opozarja, da ima lahko ukinitev dopolnilnega zavarovanja nepredvidene finančne učinke, in da so v javnosti obratovalni stroški zavarovalnic dopolnilnega zavarovanja prikazani previsoko (zaradi sofinanciranja sistema kartice zdravstvenega zavarovanja v višini 49% vseh stroškov in sofinanciranja računalniških sistemov izvajalcev s strani zavarovalnic), medtem ko so prikazani navidezni obratovalni stroški ZZZS prenizki (zaradi v primerjavi z zavarovalnicami pomanjkljive izterjave neplačnikov in pomankanljivega nadzora nad porabo). V svoji publikaciji tudi navajajo, da »neposredni stroški dela« predstavljajo približno polovico čistih obratovalnih stroškov, okoli tretjino predstavljajo nakupi materialov in storitev (kot so bančne in poštne storitve, računalniške storitve, tiskarske storitve ipd.), dobiček pa je v 5 letih pred 2011 znašal 22 milijonov evrov čistega dobička oz.1,1 % premije. Polovica dobička se mora na podlagi zakonov odložiti z namenom financiranja zdravstvenega sistema. Predsednik uprave Vzajemne Aleš Mikeln je v izjavah za medije motive za poskuse ukinitve dopolnilnega zavarovanja označil kot ideološke, namignil pa tudi, da naj bi v ozadju stala tudi želja po lažjem plenjenju sredstev, zbranih za zdravstvo. Navedel je, da dopolnilno zavarovanje deluje proticiklično in bi lahko ukinitev povečala dovzetnost financiranja zdravstva za gospodarska nihanja ter da so po podatkih Svetovne zdravstvene organizacije slovenske zdravstvene zavarovalnice zelo stroškovno učinkovite v mednarodnem kontekstu, medtem ko je ZZZS glede administrativnih stroškov pri ~2 % le navidezno učinkovit zaradi izrednega obsega upravljanih finančnih sredstev. Navedel je tudi, da zavarovalnice neuspešno poskušajo uvesti sistem nadzora nad izdajo zdravil z namenom preprečevanja zlorab in preprodaje, kar bi lahko preprečilo milijone evrov škode letno, a zaradi pomanjkanja interesa s strani ZZZS do implementacije ne pride. Večanje premij je pripisal povečevanju splošnega obsega sredstev v zdravstvu, v prvi vrsti prek obveznega zavarovanja in posledično tudi doplačil. Navedel je tudi, da se je financiranje v preteklosti prelagalo iz obveznega na dopolnilno zavarovanje, zakar so negativni odzivi politikov na višanje premij neodkriti. Izrazil je obžalovanje, da zavarovalnice od ZZZS ne dobijo dovoljenja za pogajanje z izvajalci za storitve, ki se v večini financirajo iz dopolnilnega zavarovanja. Navedel je tudi, da ZZZS ob izpolnitvi predvidenega obsega reševalnih prevozov preneha plačevati prevoze do izteka Splošnega dogovora in breme plačevanja tako pade na zavarovalnice, da nepredvideno višanje plač v zdravstvu prizadene zavarovalnice ki dodatnih izdatkov nimajo v finančnih načrtih, da zavarovalnice dopolnilnega zavarovanja večkrat nudijo solventnost zdravstvenim zavodom in jim tako omogočajo izplačevanje plač, da neprimerna zakonska ureditev omogoča tekmovanje med posameznimi zavarovalnicami in posledično odžiranje zavarovancev (kar posledično povečuje kumulativne administrativne stroške), da zavarovalnice v okviru administrativnih stroškov bremeni vzdrževanje sistema elektronskih zdravstvenih kartic (2 milijona €) in strošek izdaje računov izvajalcev zavarovalnicam (7 milijonov €); tako so dejanski administrativni stroški po upoštevanju davkov in dajatev bistveno nižji od razlike med premijami in izplačanimi škodami. Prenos dopolnilnega zdravstvenega zavarovanja po njegovih besedah »pelje v smer Venezuele in Kube«. Izrazil je željo, da bi zavarovalnice lahko aktivno sodelovale pri snovanju splošnih dogovorov. Izrazil je tudi prepričanje, da bi se ob ukinitvi doplačila in posledično dopolnilna zavarovanja kasneje ponovno uvedla.

#### Enotni sistem javnega naročanja
Komisija za preprečevanje korupcije je po aferi operacijske mize predlagala državni enotni sistem javnega naročanja kot enega izmed ukrepov proti kartelnemu trgu. Ministrica za zdravje Milojka Kolar Celarc je leta 2016 na seji državnega zbora naznanila namen uvedbe sistema enotne naročanja v sodelovanju z ministrstvom za javno upravo. Tedanja vlada je predvidela, da bo enotno javno naročanje privedlo do 5-15 % pocenitve zdravil, zmanjšalo korupcijska tveganja, administrativno razbremenilo individualne bolnišnic, ter pripomoglo k preglednosti in transparentnosti kupovanja. Leta 2015 so vse slovenske bolnišnice za nakupe zdravil pooblastile ministrstvo za javno upravo. Javno naročilo je bilo objavljeno julija 2015 z namenom zagotovitve vseh potrebovanih zdravil za naslednjih 6 mesecev. Javno naročilo je bilo nato zaradi pritožb dobaviteljev do oktobra 2017 10-krat spremenjeno; tako je bilo končano šele decembra 2017 in ni uključevalo vseh zdravil, kot je bilo predvideno, temveč le del. Obsegalo je nakup zdravil v vrednosti 32 milijonov evrov ob predvidenih stroških 27.000€. Načrtovano je bilo znižanje stroškov nakupa za 5-15 %. Bolnišnice so v času priprave javnega naročila zdravila še naprej dobavljale same. Podatki primerjave samostojnega naročanja in enotnega naročanja treh bolnišnic so pokazali, da je prvo enotno javno naročanje povišalo cene zdravil pri dveh od treh bolnišnic, in da je prvo skupno javno naročanje v povprečju povečalo cene zdravil za te bolnišnice. Bolnišnici, katerima je bilo enotno javno naročanje neugodno sta naznanili, da se bosta poskusili izogniti pogodbeni obveznosti prejema zdravil, pridobljenih prek enotnega javnega naročanja zaradi siceršnje posledične finančne škode.

#### Evtanazija in pomoč pri samomoru
Leta 2019 se je z javno pobudo za uzakonitev pomoči pri končanju življenja okrepila javna razprava glede problematike. V javnomnenjski raziskavi leta 2015 se je v podporo legalizaciji izreklo 57 % vprašanih, medtem ko je 32 % nasprotovalo; leta 2023 je podporo reformi področja izreklo 58 % vprašanih, nasprotovalo pa le še dobrih 20 %. Ustava RS opredeljuje človeško življenje kot nedotakljivo. Kodeks zdravniške etike zavrača evtanazijo in pomoč pri samomoru. Po kazenskem zakoniku je pomoč pri samomoru kaznivo dejanje. V anketi 335 članov sindikata Praktikum (splošnih zdravnikov) junija 2019 je 37 % članov izreklo nasprotovanje uvedbi evtanazije, 33 % pa je podporo pogojevalo z zagotavljanjem kvalitetne paliativne oskrbe.

#### Zahteve zdravnikov
Zahteve sindikata Fides so odprava plačnega stropa pri zdravnikih oz. izvzem zdravnikov iz enotnega plačnega sistema in uskladitev napredovanj specializantov z daljšimi specializacijami.

##### Zahteve družinskih zdravnikov
Leta 2016 je bila osrednja zahteva sindikata družinskih zdravnikov Praktikum znižanje opredeljenih bolnikov na družinskega zdravnika na 1.200 pacientov. Praktikum je predlagal tudi plačilni strop, ki bi zdravstvenim domovom in koncesionarjem preprečil kopičenje pacientov z namenom povečevanja plačila (dodatni pacienti za izvajalca pomenijo več denarja). V Praktikumu so izrazili siceršnjo podporo zahtevi Fides-a po dvigu povprečnih zdravniških plač. Predsednik sindikata Praktikum je bil kritičen do reforme, ki je uvedla nagrajevanje najbolj obremenjenih zdravstvenih timov v primarnem zdravstvu, ker naj bi finančno spodbujal prekomerno in posledično nekvalitetno dela namesto da bi reševal problem preobremenjenosti.

#### Zahteve zdravstvenih delavcev
V stavki medicinskih sester UKC LJ leta 2011 so te zahtevale vrnitev odvzetih plačnih napredovanj in da se jih plača po veljavnih pogodbah o zaposlitvi. Sindikat delavcev v zdravstveni negi Slovenije je leta 2015 zahteval izplačilo za vse opravljeno delo in spoštovanje odločbe vrhovnega sodišča glede izplačevanja nadur ter ukinitev razpisovanja nadur vnaprej. Kot stavkovne zahteve leta 2018 je sindikat navajal odpravo varčevalnih ukrepov/osemletnega kriznega varčevalnega znižanja plač, sprejetje standardov in normativov za vse zaposlene v zdravstvu, zvišanje plačila za delo na dan praznika, v nedeljo in nočnega dela, ustrezno ureditev dodatkov za manj ugodne delovne pogoje in dodatno plačilo za najzahtevnejša delovišča.

#### Ostalo
Stranka Nova Slovenija med drugim zagovarja uvedbo prostovoljnega članstva v Zdravniški zbornici Slovenije in javno objavo rangiranja kakovosti bolnišnic.
Leta 2017 je Delovno in socialno sodišče v precedenčni sodbi ugodilo tožbi posameznika, ki je zahteval, da mu ZZZS povrne stroške samoplačniškega zdravljenja pri zasebnem izvajalcu. Sodišče se je sklicevalo na direktivo EU, na podlagi katere ZZZS zavarovanim osebam ob zdravljenju v tujini povrne stroške tudi v primeru zdravljenja pri zasebnih izvajalcih (a zgolj v višini cene storitve v javni mreži v državi). Tožba bi lahko vplivala na celoten slovenski zdravstveni sistem. Višje sodišče je tožbo ob pritožbi ZZZS naslednje leto zavrnilo. ZZZS je v okviru pritožbe trdil, da direktiva ureja zgolj zdravljenje v tujini in ni pertinentna za uredbo v Sloveniji in da pravica zavarovanca do proste izbire zdravnika in zdravstvenega zavoda ni ne neomejena, ne absolutna.

##### Prenova gospodarskih vidikov slovenskega zdravstva
Med letoma 2014-2015 je bil pod okriljem Ekonomske fakultete Univerze v Ljubljani izveden raziskovalni projekt Prenova gospodarskih vidikov slovenskega zdravstva, ki ga je vodil prof. dr. Maks Tajnikar. Pri projektu so kot partnerji in financerji sodelovali tudi Zdravniška zbornica Slovenije, Lekarniška zbornica Slovenije, Slovensko zavarovalniško združenje, Komisija za zdravstvo pri Ameriški gospodarski zbornici v Sloveniji in Mednarodni forum znanstvenoraziskovalnih farmacevtskih družb. Izsledki projekta so bili objavljeni leta 2016.
Raziskava v želji po odpravi ugotovljenih pomankljivosti predlaga nabor ukrepov za temeljito reorganizacijo slovenskega zdravstvenega sistema. Čakalne vrste bi se omejevale z omejitvijo zdravstvenih pravic, pri čemer bi se zdravstvene storitve delilo v "košarico A" in "košarico B". Storitve košarice A bi se financirale s prihodkovno solidarnostno zbranimi sredstvi in bi zaobjemale preventivne, urgentne, bolnišnične in paliativne zdravstvene storitve, dolgotrajno oskrbo in zdravstvene storitve za starostnike, otroke in brezposelne. Storitve košarice B bi se iz osebnih prihodkov financirale prek komercialnih zavarovanj in bi zaobjemale neurgentno primarno zdravstveno varstvo, zunajbolnišnično zobozdravstvo, specialistične preglede brez napotitve iz bolnišničnega varstva, rehabilitacije, ki niso posledica bolezni, transport izven bolnišničnega in urgentnega zdravljenja, farmacevtske proizvode in medicinsko-tehnične pripomočke izven urgentnega ali bolnišničnega zdravljenja, porodništvo, babiško nego, zdraviliško zdravljenje in (delno) zdravljenje v tujini.
Delitev zdravstvenih storitev v košarice avtorji pojasnijo z: "V projektu domnevamo, da iz obstoječih virov financiranja javnega zdravstva ni mogoče pridobiti več sredstev, zlasti če sredstva opazujemo relativno glede na njihove vire. Tako menimo, da ni mogoče povečati prispevnih stopenj, saj gre za dejavnik, ki pri nas neposredno odloča o ceni dela, ki pa je v Sloveniji med najvišjimi v Evropi. Že sedanje stanje ogroža konkurenčno moč slovenskih podjetij na mednarodnih trgih zaradi visokih stroškov dela. Prav tako menimo, da ni mogoče uveljaviti dodatnih davkov, s katerimi bi zagotovili nova proračunska (državna) sredstva za financiranje zdravstva, saj bi to dodatno davčno obremenilo gospodarstvo in gospodinjstva ter povečalo stroške države. Sklepamo torej, da iz sedanjih virov financiranja javnega zdravstva v Sloveniji ni mogoče zagotoviti večjega obsega sredstev, če opazujemo sredstva relativno glede na vire financiranja zdravstva. [...] Tako smo definirali košarico B kot posledico dejstva, da košarica A ne more zajeti vseh dobrin zdravstvenega varstva, ki naj bi bile dostopne posamezniku, saj so sredstva, zbrana z obveznim zdravstvenim zavarovanjem, omejena in jih v sedanjih razmerah v Sloveniji glede na njihov izvor ni mogoče povečevati."
Medtem ko bi se storitve košarice A še naprej izvajale v okviru mreže javnega zdravstva, bi storitve iz košarice B ponujale komercialne pridobitne zdravstvene zavarovalnice, ki bi med seboj konkurirale in bi prosto izbirale različne kombinacije naborov izvajalcev storitev, s katerimi bi sklepale pogodbe, potrošniki zdravstvenih storitev pa bi prosto izbirali, pri kateri zavarovalnici se želijo zavarovati na podlagi ponudbe nabora izvajalcev tako kot "dodatne ponude zdravstvenih in nezdravstvenih dobrin", ki bi jih kot del necenovne konkurence ponujale posamezne zavarovalnice. Vse zavarovalnice bi kljub temu morale uporabnikom nuditi celoten nabor storitev iz košarice B (a bi lahko ponujale tudi dodatne storitve). Država bi določila maksimalno premijo za košarico B. Zavarovalnice bi morale sprejeti kateregakoli zavarovanca ne glede na značilnosti posameznega zavarovanca.
Izvajalci storitev iz košarice B bi lahko bili tako javni kot zasebni. Zavarovalnice bi lahko investirale v izvajalce, ustanavljale izvajalce in vstopale v javno-zasebna parterstva z izvajalci. Zavarovalnice bi lahko izvajalce izbirale na podlagi cenovne ugodnosti njihovih storitev. Mreža izvajalcev v posamezni ponudbi bi lahko pokrivala zgolj določen del/regijo države in ne celotne države; posamezne zavarovalnice bi tako lahko prevladovale v določenih predelih države. Ponudbe bi se med seboj razlikovale bodisi po ceni, kakovosti ali obsegu. Zakup dražjih ponudb bi nudil dodaten vir finančnih sredstev v zdravstvenem sistemu. Za nadzor nad izvajalci bi bile zadolžene zavarovalnice.
Zasebne zdravstvene zavarovalnice bi lahko na željo posameznih delodajalcev prav tako namesto ZZZS zbirale sredstva za financiranje storitev košarice A, v kolikor lahko zdravstvena zavarovalnica ZZZS zagotovi enak znesek, kot bi ga ta prejel sicer. Pri tem bi zasebna zavarovalnica prevzela nadzor nad izvajalci, delodajalec pa bi lahko premije plačeval po "drugačnem tipu solidarnosti, s pomočjo socialne kapice, iz profita delodajalca in podobno".
Študija prav tako predlaga reformo plačevanja zaposlenih v zdravstvu (tako v javnem kot zasebnem zdravstvu oz. izvajanju obeh košaric) z namenom povečevanja produktivnosti. Zaposleni javnih izvajalcev zdravstvenega varstva bi bili izvzeti iz enotnega sistema plač za javne uslužbence, kolektivno dogovarjanje pa bi vršili zaposljeni pri posameznemu izvajalcu namesto trenutne ureditve, kjer se v kolektivno dogovarjanje vdeležujejo vsi zaposljeni določenega poklica. Plače bi bile tako odvisne od "stroškovne učinkovitosti [posameznih] izvajalcev, ne pa od umeščenosti plač v sistem plač javnih uslužbencev ali kolektivnega dogovarjanja o plačah na ravni dejavnosti". Takšen pristop bi pri javnih zavodih tako zahteval ukinjanje ali privatizacije nezadostno učinkovitih javnih izvajalcev in nakup zasebnih izvajalcev s strani države.

##### Interventni zakon
Leta 2020 je Zdravniška zbornica pripravila in v sodelovanju z stranko Nova Slovenija predlagala interventni zakon za zmanjševanje čakalnih vrst v zdravstvu. Zakon bi zasebnim izvajalcem v primerih, ko čakalne dobe za določeno posamezno zdravstveno storitev znotraj javne mreže presegajo 3 mesece pri vsaj 75% izvajalcev, omogočal izvajanje zdravstvenih storitev, ki bi se financirale iz sredstev ZZZS. Predlog prav tako predvideva kritje morebitnih doplačil storitev s strani izvajalcev dopolnilnega zavarovanja v običajnem obsegu. Zakon bi prav tako vzpostavil nov delovni okvir za zdravnike, ki bi lahko po novem pridobili status neodvisnega ponudnika zdravniške službe in tako opravljali dodatno delo ter se o delu prosto dogovarjali z izvajalci zdravstvene dejavnosti.

### Čakalne dobe, kadrovski primanjkljaji in prekomerna obremenjenost
Prekomerne čakalne dobe veljajo za enega izmed najbolj perečih problemov slovenskega zdravstva. Leta 2011 jih je v okviru javnomnenjske raziskave kot največji problem zdravstvenega sistema opredelilo 34,7 % anketirancev. Leta 2018 se je kljub dodatnim zdravstvenim investicijam v višini 35 milijonov evrov z izrecnim namenom skrajševanja čakalnih vrst trend daljšanja čakalnih dob nadalje stopnjeval. Meja dopustnega trajanja čakalne dobe je postavljena na 90 dni. V nekaterih primerih obstajajo za določeno obravnavo velike razlike v čakalnih dobah med posameznimi zdravstvenimi zavodi. Povprečne čakalne dobe so še posebej dolge za revmatologijo, maksilofacialno kirurgijo, urologijo, dermatologijo, oralno kirurgijo, oftalmologijo, kardiologijo itd. Zaradi nedostopnosti zdravstvene oskrbe se je leta 2014 oskrbi odreklo oz. je oskrbo preložilo 21,7 % prebivalcev (povprečje OECD je bilo 20,6 %), medtem ko se je zaradi cenovne nedostopnosti tega leta zdravstveni oskrbi odreklo 15,6% prebivalcev (povprečje OECD je bilo 17,2%). Razlika v dostopnosti do zdravstvene oskrbe za tiste z zelo nizkimi in zelo visokimi prihodki je bila majnha.
Zdravstvena zbornica Slovenije razpravlja o pomanjkanju zdravnikov že od leta 1995. V Sloveniji je na prebivalca za skoraj četrtino manj zdravnikov in petino več medicinskih sester kot v ostalih evropskih državah. Kljub izrazito podpovprečnemu številu zdravnikov ti opravijo več zdravniških pregledov od povprečja EU.
Po podatkih iz leta 2018 so nekateri zdravniki opravljali tudi prek 350 delovnih ur mesečno (več kot 17 ur na dan). Največje število opravljenih delovnih ur je bilo 406.
Leta 2017 je v tujini delovalo 163 članov Zdravniške zbornice, več kot trikrat več v primerjavi z letom 2011 (55). Med leti 2016–2018 je v tujini službo poiskalo 264 zdravnikov.
Leta 2018 je minister za zdravje Samo Fakin naznanil namen večjega vključevanja specializantov z namenom krajšanja čakalnih vrst v zdravstvu. Združenje Mladi zdravniki Slovenije se je na načrt odzvalo z opozarjanjem na že obstoječo veliko delovno obremenjenost specializantov in načrt označili kot nerealističen.
Po drugi strani analiza tednika Mladina opozarja, da so rastoče čakalne dobe značilne za razvite države z naprednim zdravstvenim sistemom; čakalne dobe deloma pripišejo npr. zgodnje odkrivanje rakastih obolenj in velika stopnja nepripravljenosti na poseg, čakanje na določenega zdravnika ali kasnejši termin in pa neudeležitev ob datumu.

#### Zdravniki specialisti
Specializacije, kjer obstaja sistematično problematično pomanjkanje zdravniškega kadra, so pediatrija, ginekologija in urologija.

#### Družinski zdravniki
Leta 2013 je v Sloveniji primanjkovalo okoli 500 družinskih zdravnikov. Pomanjkanje družinskih zdravnikov je privedlo do preobremenjenosti in prekomernega števila pacientov oz. pregledov na posameznika izvajalca družinske medicine. K preobremenjenosti je prispevalo tudi večje administrativno breme za zdravstveno osebje na primarni ravni. Zaradi nizkega zanimanja se je leta 2018 ob 59 razpisanih mestih specializacij družinske medicine prijavilo le sedem kandidatov. Primanjkljaj družinskih zdravnikov ogroža obstoj delujoče primarne ravni zdravstvene dejavnosti v Sloveniji.
V letih 2003/04 je bil povprečen čas obravnave pri osebnem zdravniku 7 minut. Po podatkih ZZZS iz leta 2016 je povprečen kurativen obisk pri osebnem zdravniku trajal 9 minut in 48 sekund (pri tem je okoli tretjina obiskov predstavljala kratke obiske, kar npr. vključuje vnovično predpisovanje zdravil kroničnim bolnikom (~5 minut); tako je povprečen kurativen obisk trajal 12 minut in 54 sekund)). Sindikat družinskih zdravnikov Praktikum ocene ZZZS zavrača na metodološki podlagi; njihova ocena trajanja povprečne obravnave na podlagi podatkov za leto 2017 znaša 5,9-6,6 minute za zdravstven tim oz. 6,9 minute za zdravnika.
Kljub opozorilom nevzdržnosti primarnega zdravstvenega sistema več kot petina družinskih zdravnikov ne presega praga preobremenjenosti, ko bi lahko začeli odvračati paciente, kot rezerva pa služi še 45 specializantov 4. letnika, ki lahko z dovoljenjem ZZS delujejo kot osebni zdravniki. Po drugi strani predsednik sindikata družinskih zdravnikov Praktikum opozarja, da ZZZS pri vrednotenju obremenjenosti med rezerve šteje tudi zdravnice na porodniškem dopustu, zdravnike v bolniški odsotnosti in zdravnike, ki delajo izključno urgentno in ne opredeljujejo bolnikov. Tako so zdravniki, ki dejansko obravnavajo paciente, še dodatno obremenjeni s pacienti prejšnjih.
Leta 2017 so bile omiljene regijske omejitve specializacij družinske medicine in pričelo se je sistematično povečevati število razpisanih mest te specializacije.

#### Regionalni primanjkljaji
Ob splošnem pomanjkanju kliničnih psihologov obstajajo še dodatna območna pomanjkanja, še posebej na območjih z največjo socialno ogroženostjo.

##### Pomanjkanje anesteziologov v UKC Maribor
UKC Maribor se je dlje časa soočal s pomanjkanjem anesteziologov; pomankanje je januarja leta 2016 začelo povzročati ohromitev izvajana kirurških posegov v zavodu. Novembra 2015 je v zavodu delovalo zgolj 17 anesteziologov (50% manj od povprečja EU) medtem ko jih je bilo za kakovostno delo potrebnih 48 (že leta 1990 jih je kljub manjšim obremenitvam v UKC MB delovalo 32). K razvoju pomanjkanja je prispevalo varčevanje zdravstvenega zavoda in neproaktivna kadrovska politika ter odhodi preobremenjenega kadra v tujino. Zaradi okrnjenega izobraževalnega dela na področju anesteziologije je bila ogrožena tudi univerzitetnost kliničnega centra.
Krizo je materializiral umik soglasja mariborskih anesteziologov za dežurstvo kot posledica kadrovske stiske in preobremenjenosti. UKC MB je pomanjkanje nadomeščal s pomočjo anesteziologov iz drugih bolnišnic znotraj Slovenije, pa tudi drugih držav EU. Pri hrvaških anesteziologih je jezikovna ovira oteževala normalno delo. V začetku leta 2017 je v UKC MB občasno delovalo okoli 30 hrvaških anesteziologov. V zvezi s pogodbami kliničnega centra s hrvaškimi anesteziologi je prišlo zaradi suma kaznivih dejanj do treh ovadb. Prav tako so nekateri slovenski zdravniki izrazili nezadovoljstvo glede disproporcionalno visokih plačil, ki so jih za delo prejemali hrvaški kolegi. Do leta 2018 so večino tujih anesteziologov nadomestili s podjemnimi pogodbami s slovenskimi anesteziologi, kar bi lahko pomenilo do 50 % nižje izdatke za plače. Februarja 2018 so mariborski anesteziologi ponovno privolili v dežurstva. Medtem ko je bilo jeseni 2015 v UKC MB zgolj 17 anesteziologov, jih je bilo do leta 2018 36 specialistov ter okoli 20 specializantov.

#### Medicinske sestre/zdravstveniki
Slovenija je po številu medicinskih sester na dnu članic OECD. Leta 2018 je primanjkljaj srednjih in diplomiranih medicinskih sester postal izziv za nemoteno izvajanje dejavnosti v več zdravstvenih ustanovah po Sloveniji. Po nekaterih ocenah naj bi bil skupen deficit v Sloveniji okoli 5.000 diplomiranih medicinskih sester. Glede na potrebe bolnikov v posteljah je medicinskih sester v splošnih bolnišnicah na ravni državnega povprečja za 28,92 % premalo (oz. 1.585 zaposlenih ali 2.130, če se šteje tudi pomanjkanja v psihiatričnih in specialnih bolnišnicah). Obstajajo tudi še izrazitejša regionalna pomanjkanja; v Novi Gorici je zaposlenega zgolj okoli polovica potrebnega kadra. Po mnenju predsednika Združenja direktorjev pri Skupnosti socialnih zavodov Slovenije naj bi samo domovi za ostarele potrebovali še dodatnih 2.000 medicinskih sester. Pomanjkanje pa naj bi bilo v uradnih statistikah izrazito podcenjeno, saj ocena upošteva zgolj število pacientov v bolnišničnih posteljah, ne pa tudi tistih v operacijskih dvoranah, mavčarnah, ambulantah, in pa pomanjkanj v domovih za ostarele, socialnih zavodih itd. Bolnišnice poskušajo primanjkljaje deloma nadomestiti z dijaki srednjih zdravstvenih šol ter študenti zdravstvene nege/babištva. Zaradi finančne sanacije mnogi zdravstveni zavodi ožijo plačila (vključno s poravnavo nadur in napredovanji) medicinskim sestram. Zaradi težkih delovnih pogojev in neprimerno nizkega plačila mnoge medicinske sestre prehajajo v primarno raven, pogosto pa zaposlitev iščejo tudi v tujini. Po podatkih iz leta 2018 je v preteklih 6 letih v tujini službo poiskalo 1.107 medicinskih sester (699 srednjih in 408 diplomiranih). Prihaja tudi do porasta povprečne starosti zaposlenih medicinskih sester; od nekaj več kot 22.000 jih je 8.200 starejših od 50 let.
Vzroki za pomanjkanje naj bi vključevali nizko plačilo in neprimerno usklajevanje vloge srednjih in diplomiranih medicinskih sester s standardi EU. Medicinske sestre so prav tako preobremenjene, kar povzroča pogostejše bolniške odsotnosti in druge težave.

#### Zobozdravniki
Zaradi pomanjkanja zobozdravnikov v javni mreži in posledičnih dolgih čakalnih vrst mnogi posegajo po zasebnih samoplačniških storitvah, vedno več Slovencev pa se za vzdrževanje oralnega zdravja zanaša na dentalni turizem. Čeprav je število zobozdravnikov v Sloveniji podobno evropskemu povprečju, je število razpisanih programov v okviru ZZZS premajhno, da bi prebivalstvu nudilo zadosten obseg storitev.

#### Klinični psihologi
Slovenija je s tremi kliničnimi psihologi na 100.000 prebivalcev država z najnižjo gostoto kliničnih psihologov v EU. Največji primanjkljaji obstajajo na območjih največje socialne ogroženosti. Do neenakosti v številu kliničnih psihologov med regijami prihaja, saj specializacije klinične psihologije razpisujejo in financirajo posamezni zdravstveni zavodi. V primerjavi je povprečje v svetu sedem kliničnih psihologov na sto tisoč prebivalcev. V javni mreži po podatkih iz leta 2017 na primarni ravni dela zgolj 55 kliničnih psihologov od okoli 120 kliničnih psihologov v Sloveniji; tisti, ki delajo na sekundarni in terciarni ravni, so dostopni zgolj za hospitalizirane osebe. Čakalne dobe za obravnavo pri kliničnem psihologu so bile opisane kot »nevzdržno dolge«, in krepko presegajo šest mesecev, obdobje, ki ga ministrstvo za zdravje šteje za še dopustnega. Da bi čakalne dobe padle pod mejo šestih mesecev, bi bilo treba število kliničnih psihologov na primarni in sekundarni ravni podvojiti. Klinični psihologi so zaradi presežnih delovnih normativov tudi močno delovno preobremenjeni.
Pacienti so pogosto primorani v iskanje pomoči pri koncesionarjih in samoplačniških izvajalcih, kjer so čakalne dobe krajše. Zaradi pomanjkanja se osebe s psihološkimi težavami tudi vse pogosteje zatekajo k neprimerno usposobljenim psihoterapevtom oz. delavcem na področju duševnega zdravja brez strokovnih kompetenc in strokovnega nadzora, kar lahko zaradi strokovno neprimerne obravnave dodatno ogroža njihov psihološki dobrobit ali okrevanje. Problem neobstoječega strokovnega nadzora stopnjuje odsotnost zakonskih določil o psihoterapevtski dejavnosti. Bolj strogi predpisi na področju pa bi lahko v veliki meri onemogočil poklicno delovanje številnim sicer kadrovsko nezaposljivim diplomantom iz študijskih programov – pogosto zasebnih fakultet – na področju psihoterapije/mentalnega zdravja, ki prek 10-krat presegajo letno število dejanskih specializantov klinične psihologije. Trojica fakultet, ki izvajajo takšne izobraževalne programe (Fakulteta za uporabne družbene študije, Teološka fakulteta in Univerza Sigmunda Freuda), je ustanovila kolegij, ki si prizadeva za uzakonitev in regulacijo samostojnih poklicev psihoterapevta in psihosocialnega svetovalca ter vključitev v javno mrežo zdravstvenih storitev, čemu pa nasprotujejo klinični psihologi in psihiatri.

#### Ukrepi
V letih 2017 in 2018 je ministrstvo za zdravje v sklopu programa za skrajševanje čakalnih vrst preizkusilo pilotski projekt variabilnega nagrajevanja posebej uspešnih ambulant, ki so presegale glavarinski standard in same opravile nadstandardno število ambulantnih posegov in hišnih obiskov ter tako zmanjševale napotovanje k specialistom. Program je razdelil 4.266.354€ oz. 133€ na osebo mesečno. Program je po pilotni fazi zamrl. Julija 2019 je bil sprejet aneks k splošnemu dogovoru, ki omogoča nagrajevanje najbolj obremenjenih timov družinske medicine in pediatrije; nagrade bodo tako prejemali tako zdravniki kot medicinske sestre in tehniki zdravstvene nege. Vlada je leta 2020 napovedala zagotovitev skoraj 42 milijonov € dodatnih sredstev za skrajševanje čakalnih vrst.

##### Digitalizacija
Eden od načinov, kako se Slovenija spopada s težavami, kot so dolge čakalne vrste, kadrovsko pomanjkanje in izčrpanost zaposlenih, je z uporabo zVem, ki je platforma e-uprave, namenjena zdravstvu. zVEM ne pomaga le pri težavah, s katerimi se sooča država in zdravstvene ustanove, temveč tudi olajša številne procese z zagotavljanjem varnega dostopa do podatkov in različnih e-zdravstvenih storitev vsem uporabnikom s slovenskim zdravstvenim zavarovanjem.
Z implementacijo te aplikacije je Vlada Republike Slovenije ustvarila sistem, kjer so lahko dostopni osebni zdravstveni kartoni, različni zdravniški recepti in zdravniške napotnice k specialistom. Poleg tega aplikacija omogoča uporabnikom, da se dogovorijo za termin brez klicanja ali čakanja v vrstah. Preko portala so storitve, kot so eRecept, eNaročanje in Centralni register podatkov o pacientih, na voljo po zaključku prijave.
Platforma je bila razvita leta 2015, vendar so uporabniki dobili dostop šele leta 2017. Od njene uvedbe je število uporabnikov vztrajno naraščalo in je leta 2021 doseglo več kot 409 900 registriranih uporabnikov. Povečanje števila uporabnikov v letu 2021 je posledica omejitev, uvedenih za upočasnitev širjenja pandemije COVID-19, ki so zahtevale od prebivalcev potrdilo o cepljenju ali testu za COVID. Aplikacija je s prikazom QR kode omogočila enostaven dostop in preverjanje potrdil za COVID.
Ta novost v zdravstvenem sistemu je velik korak k digitalizaciji zdravstvenega sistema, vendar se v prihodnosti pričakujejo nadaljnje izboljšave. Za prijavo na zVEM je potreben digitalni ID, ki ga izda vlada in ta postopek vzame veliko časa. zVEM je na voljo samo za osebe s slovenskim zdravstvenim zavarovanjem in kljub različnim manjšinam, ki so prisotne v Sloveniji, obstajata le slovenska in angleška različica platforme. Vse naštete težave je potrebno rešiti, da bo platforma široko dostopna.

### Korupcija
Leta 2011 je korupcijo kot najbolj pereč problem slovenskega zdravstva v javnomnenjski anketi opredelilo 34,6 % anketirancev. Po podatkih Transparency International iz leta 2013 je okoli 40 % Slovencev menilo, da je v slovenskem zdravstvu veliko ali zelo veliko korupcije (svetovno povprečje je bilo okoli 45 %, povprečje držav OECD pa okoli 35 %).

»[P]olicija v obdobju od leta 2014 do junija 2019 na področju odkrivanja in preiskovanja korupcije v zdravstvu obravnavala 129 zadev. Na tožilstvo so bile poslane kazenske ovadbe za 100 kaznivih dejanj.«.

Leta 2013 je bilo izvedenih 58 hišnih preiskav pri zdravnikih, dobaviteljih medicinske opreme in preiskav zdravstvenih ustanov v zvezi s sumom korupcije v zdravstvu. V podkupovanje vpletenih 10 zdravnikov, 7 dobaviteljev in 4 posamezniki iz podjetji. Sumilo se je oškodovanja zdravstvenega sistema za 5 milijonov evrov. Septembra 2014 je bilo ovadenih 15 oseb, vključno z zdravniki zaposlenimi v UKC Ljubljana in Maribor, ortopedski kliniki Ljubljana in ortopedski bolnišnici Valdoltra, celjski bolnišnici in novomeški bolnišnici, in vodjema lekarn ortopedske bolnišnice Valdoltra ter Onkološkega inštituta. Aprila 2019 je bilo pravnomočno obtoženih 15 fizičnih in ena pravna oseba, vključno z zdravniki in farmacevti, njihovimi družinskimi člani, in komercialisti. Obtoženi so bili dajanja oz. prejemanja podkupnin v zameno za izbor/nabavo medicinskih materialov in zdravil, pranja denarja, ponarejanja ali uničevanja poslovnih listin, in preprečevanje dokazovanja. S tem naj bi bilo oškodovanih okoli 1,18 milijona evrov javnih sredstev. Pet od obtoženih oseb je bilo deležno nedovoljenih denarnih prejemkov okoli ali več kot 100.000€. Vpleteni zdravniki naj bi prejemali podkupnine kot na bančne račune v tujini, plačila dragih potovanj ter, med drugim, tudi zlate palice. Po neuradnih podatkih naj bi preiskavo sprožilo podjetje Emporio Medical, ki je prijavilo konkurente po izgubi velikega deleža poslov v slovenskem zdravstvu (kasneje se je izkazalo, da je Emporio Medical prek nepravilnih transakcij prek računov v tujini denar nakazovalo na račune nekaterim zdravnikom). Obtožbe so bile podane v zvezi z izsledki kriminalističnih preiskav izvedenih leta 2013 in posledičnih ovadb podanih leta 2014. Zaradi zastaranja najmanj 4 kaznivih ob vlogi obtožnice dejanj se ni sodilo 3 obtoženim. Vsi obtoženi so krivdo zanikali. Junija 2019 je bil en zdravnik obsojen jemanja podkupnin, ena oseba pa obtožena dajanja podkupnin.
Oktobra leta 2018 so bile po podatkih Specializiranega državnega tožilstva v zvezi s korupcijo v zdravstvu uložene skupno 4 obtožnice zoper skupno 32 fizičnim in 5 pravnim osebam ter en obtožni predlog zoper eno fizično osebo. Podatki so po navedbah SDT vključevali 15 obtoženih fizičnih in eno pravno osebo iz obtožbe, podane avgusta 2018 zaradi pritožbe na in posledične še-nepravnomočnosti obtožnice (izvirajoče iz postopka, začetega leta 2013).

#### Afera operacijske mize
Med leti 2002 in 2004 so v javnost postopoma prišli podatki o spornem nakupu 38 operacijskih miz, ki jih je UKC Ljubljana mimo javnega razpisa pridobila od dobavitelja Aico-Med (kasneje Medicoengineering). Skupen strošek nabave je znašal za 5 milijonov evrov (2013) pri čemer naj bi bil plačnik oškodovan za 2,5 milijona evrov (2013). V zvezi z nabavo so se pojavili močni sumi nepravilnosti.
Podjetje Aico-Med se je leta 2004 ponovno prijavilo na javni raspis ministrstva za zdravje, ki ga je bilo ministrstvo nato primorano ponoviti naslednje leto, ponovno neuspešno. Dušan Keber, minister za zdravje v času prvega razpisa za operacijskih miz, je v intervjuju navedel, da je dva člana komisije za izbor operacijskih miz doletela sabotaža njunih vozil, pri čemer je enemu od nju med vožnjo na avtomobilu odpadlo kolo, drugi pa je poseg v integriteto vozila opazil pred vožnjo.
Leta 2006 je podjetje Aico-Med predlagalo podaritev miz, iskanih pri razpisu, a se je kasneje izkazalo, da je podjetje Aico-Med v sodelovanje vabilo tudi podjetja v državni lasti, kar bi pomenilo prenos državnega denarja v donacijo. Po prepovedi uveljavljanja izključne pravice do vzdrževanja in sodelovanja podjetij v državni lasti kot pogoja za donacijo je Medicoengineering (prej Aico-Med) od predloga odstopil.
Zaradi oškodovanja državnega proračuna pri izvornem nakupu 38 miz sta se UKC in Medicoengineering porovnala v višini 530.000€, a je klinični center prejel porovnavo ne kot denarno izplačilo, temveč »servisiranje opreme v protivrednosti poravnave«. Leta 2014 so servisiranje miz začeli preiskovati kriminalisti, saj je Medicoengineering kliničnemu centru za servisiranje računal znatno več kot drugim bolnišnicam. Tekom preiskave je bil pridržan tudi tedanji direktor UKC LJ.
Zaradi nepravilnosti pri nakupu operacijskih miz je Komisija za preprečevanje korupcije pozvala k spremembi javnega naročanja; KPK je med drugim predlagal enotni sistem javnega naročanja, kar je kasneje načrtovala ministrica za zdravje Milojka Kolar Celarc.

#### Afera pediatrična klinika
Leta 1994 so se začela načrtovanja izgradnje nove pediatrične klinike zaradi neprimernosti tedanjih prostorov za zdravljenje otrok zaradi prostorske stiske in nezmožnosti sobivanja staršev. Gradnja pediatrične klinike se je pričela leta 1998 po več letih zapletov pri pridobivanju virov financiranja. Zaradi suma korupcije pri javnih razpisih in vpletenosti oseb, ki so bile blizu vladajoči koalicijski stranki, je bila izgradnja pediatrične klinike leta 2007 deležna razprave parlamentarne komisije za nadzor javnih financ in obravnave Komisije za preprečevanje korupcije, problem pa je bil eden izmed glavnih očitkov opozicije pri interpelaciji zoper ministra za zdravje Andreja Bručana. Aprila 2008 so kriminalisti izvedli več hišnih preiskav zaradi sumov kaznivih dejanj pri gradnji klinike. Nova pediatrična klinika je bila dokončana in prešla v uporabo leta 2009. Strošek izgradnje se je povzpel iz predvidenih 54 milijonov evrov na skoraj 96 milijonov evrov, od tega 60 milijonov evrov za gradbena dela in zgolj manj kot milijon za opremo. Nekateri izvajalci so si med gradnjo po podatkih analize nezakonito povečali koristi. SCT je kot izvajalec prek aneksov skoraj podvojil vrednost primopredaje. Zgradba je se je po pričetku uporabe pokazala za strukturno oporečno; kontaminacija z legionelo je povzročila 70 tisoč evrov dodatnih stroškov, odkrite so bile napake v prezračevalnih sistemih, kanalizaciji in klimatskih napravah, regulaciji temperature posameznih prostorov in (ne)delovanju dvigal. SCT-jev podizvajalec pa je zaradi neplačila onemogočil delovanje elektronskih vrat v stavbi. SCT je leta 2011 končal v stečaju.

#### Izgradnja Onkološkega inštituta
Predvideno trajanje izgradnje Onkološkega inštituta (pričeto leta 1997) se je s treh let podaljšalo na 11 let. Po 23 aneksih je vrednost objekta narastla z 22 na 49 milijonov evrov. Zaradi nepravilnosti v vodovodni napeljavi so se v prvih mesecih po pričetku uporabe objekta pojavile težave z legionelo, sanacija katerih je stala 7 milijonov evrov; zaradi stečaja bančnih garancij do SCT-ja ni bilo mogoče unovčiti v celoti. Defektiven je bil tudi protipožarni sistem, v zvezi s katerim so bile napovedane kazenske ovadbe. Zaradi suma kaznivih dejanj pri pripravi razpisa je bilo opravljenih tudi 5 hišnih preiskav v okviru obnov vodovodnih inštalacij; te naj bi bile preplačane za 2 milijona evrov, razpis pa prirejen v prid specifičnega izvajalca.

#### Afera žilne opornice
Parlamentarna preiskovalna komisija je leta 2018 ugotovila sum, da naj bi med dobavitelji žilnih opornic prihajalo do kartelnega dogovarjanja; UKC Ljubljana in UKC Maribor naj bi v letih 2007-2016 selektivno omogočali nekaterim dobaviteljem prevladujoč položaj na trgu žilnih opornic. Preiskovalci Nacionalnega preiskovalnega urada (NPU) so oktobra 2018 izvedli več preiskav stanovanjskih in poslovnih prostorov na več lokacijah po državi zaradi sumov storitve kaznivih dejanj sprejemanja in dajanja podkupnin. Zdravniki in dobavnik naj bi prejemali plačila stroškov potovanj, avtorskih honorarjev, donacij in gotovine v višini okoli 100.000€. V zameno naj bi pridobivali in ohranjali posle dobave žilnih opornic od dveh gospodarskih družb. Štiri bolnišnice naj bi tako opornice letno plačevale za 2,5 milijona evrov.
Prvi podatki o potencialnih preplačilih pri naročilih žilnih opornic so v javnost prišle leta 2013 prek medijev. Leta 2016 je bila v DZ ustanovljena preiskovalna komisija z namenom preiskati domnevno sporne nakupe.

#### Afera eritropoetin
V več slovenskih bolnišnicah so eritropoetin neupravičeno predpisovali na recept kljub temu, da je to že bilo vključeno v ceno dialize; tako so zdravilo dvojno zaračunavali in pri tem finančno oškodovali ZZZS. Preiskava v zvezi z zadevo je bila zaključena leta 2003. Zaradi goljufije sta bila ovadena tedanja predstojnica oddelka in pa nekdanji direktor bolnišnice (ter bodoči generalni direktor ZZZS in minister za zdravje) Samo Fakin, ki je bil leta 2002 primoran odstopiti zaradi afere.

#### Prejemki farmacevtske industrije v zdravstvu
V letu 2018 je 22 farmacevtskih družb, ki v Sloveniji prodajajo zdravila, izplačalo 11,5 milijona evrov (9,6 milijona evrov neto) zdravnikom, vključno za izobraževanja, predavanja, študije, potovanja. Finančni tokovi med farmacevtskimi družbami in zdravniki (oz. fizičnimi osebami) so javno razkriti le ko z objavo soglaša tudi zdravnik prejemnik (soglasje jih poda zgolj okoli četrtina), javno pa so dostopni finančni tokovi pravnim osebam (s.p.-ji, d.o.o.-ji, in zdravniška društva in organizacije). Nekateri zdravniki zaposleni v javnem sistemu so od farmacevtskih družb v zameno za storitve prejemali denar prek plačil prek s.p.-jev in d.o.o.-jev. Novinarji so opozorili tudi na sum, da nekateri zdravniki prek društev, ki jih v celoti nadzirajo, izrabljajo sredstva za osebne namene.
Predsednik Komisije za preprečevanje korupcije (KPK) Boris Štefanec se je na medijsko poročanje o prejemkih farmacevtskih sredsvev v zdravstvu odzval z: "V preteklosti smo dobili posamezne informacije, da nekateri zdravniki dobijo na račun tega, da so prijazni do posameznih izdelkov določenega farmacevtskega proizvajalca, tudi ustrezne bonitete. Zaznali smo plačevanje stroškov mednarodnih kongresov v eksotičnih državah, zaznano pa je bilo tudi kakšno neposredno nakazilo. Nekaj teh postopkov teče tudi v okviru kazenskih postopkov"
Farmacevtsko podjetje Novartis je bilo leta 2009 na podlagi anonimne ovadbe vložene v Sloveniji obtoženo podkupovanja zdravnikov oz. njihovih prijateljev v več državah, vključno Sloveniji, prek Novartisove slovenske podružnice z namenom povečevanja predpisovanja Novartisovih zdravil. Predstojne Evropske institucije so na podlagi ovadbe sprožile preiskave v več državah (Novartis je bil dve leti kasneje podobno ovaden sistematskega podkupovanja zdravnikov v zameno za predpisovanje Novartisovih zdravil v nepovezanem primeru v ZDA).

### Ostalo

#### Otroška srčna kirurgija
Mednarodna nadzorna komisija, ki je leta 2015 izvedla nadzor nad programom otroške srčne kirurgije, je ugotovila, da se je program izvajal "neetično, nestrokovno in nesprejemljivo in da bi bilo bolje, če se takšen program ne bi izvajal". Komisija je ugotovila, da je v letih 2007-2014 v programu umrlo okoli 30 otrok, od teh vsaj 4 zaradi napačnega zdravljenja oz. neprimerne obravnave (komisija je navedla, da je resnično število otrok, umrlih zaradi neprimernega zdravljenja, težko oceniti). Vzrok je bil odsotnost izraelskega kirurga, ki je v Sloveniji bival in delal le v nekajdnevnih intervalih v okviru načeloma enomesečnih obiskov. Poleg njega je komisija za odgovorne našla še zlasti njegovega slovenskega učenca ter vodstvo UKC LJ. UKC LJ naj bi prirejal podatke o uspešnosti programa, predstavljane javnosti, po katerih naj bi bila smrtnost 2-krat nižja od resnične. Prav tako komisija ni ugotovila napredka slovenskih kirurgov, ki naj bi program postopoma prevzemali ob pridobivanju kompetenc, saj je število operacij, ki jih je izvedel izraelski kirurg, ostajalo enako. Po neuradnih virih naj komisija ob času revizije ne bi zaznala bistvenega izboljšanja razmer. Nekatere smrti otroške srčne kirurgije je maja 2014 pričela preiskovati tudi policija. Zaposleni na oddelku naj bi vodilne redno opozarjali, da program ni varen, nadrejeni pa nja bi njihova opozorila ignorirali. K odhodom zaposlenih in neprimerni obravnavi pacientov (vključno s smrtjo vsaj enega bolnika) naj bi doprinesli tudi slabi medsebojni odnosi v kolektivu.
Eden izmed kirurgov je bil decembra 2015 ovaden smrti 4 otrok kot posledice malomarnega zdravljenja, osumljen pa je bil tudi zlorabe položaja za zagotovitev zdravljenja enega otroka v Izraelu. Po odhodu še zadnjih dveh slovenskih otroških srčnih kirurgov novembra 2017 je bila prihodnost programa pod vprašanjem. Nepravilnosti na otroški srčni kirurgiji so privedle do več odstopov vodilnih oz. pozivov za njihov odstop. Maja 2018 je otroška srčna kirurgija UKC LJ pričela sodelovati s češkimi kirurgi, pogodba pa je predvidevala tudi obravnavo pacientov v 24 urah. Visoke plače potencialnih ameriških otroških kardiologov, ki bi sodelovali z oddelkom za otroško srčno kirurgijo UKC so bile deležne kritik s strani vodstva in zaposlenih UKC LJ ter sindikata Fides.
Zaradi izzivov UKC pri izvajanju programa srčne kirurgije je vlada leta 2017 ustanovila Nacionalni inštitut za otroške srčne bolezni (NIOSB), ki naj bi program prevzela kot neodvisna institucija, a do prenosa programa nikoli ni prišlo. Kljub temu je NIOSB porabil okoli 165.000€.

#### Afera Radan in nevrološka klinika
Januarja 2015 je bil proti Ivanu Radanu sprožen intern nadzor in kriminalna preiskava, saj je sodelavcem trdil, da je umirajočemu pacientu odmiril smrtno dozo zdravil z namenom evtanazije bolnika. V izjavah za javnost je dejanje zanikal in pojasnil, da je želel s »provokacijo« pokazati na probleme v komunikaciji med osebjem nevrološke klinike. Radan je dejal, da je o svojemu domnevnemu dejanju govoril z več kolegi, a njegove navedbe o umoru pacienta niso sprožile primernega strokovnega odziva. Komisija, ki je preiskovala primer, je kasneje ugotovila, da je oz. bi moralo o Radanovem domnevnem dejanju vedeti vsaj 7 zdravnikov, ki so bili dolžni sume naznaniti policiji. Prav tako po smrti ni bila izvedena obdukcija.
Poročilo nepravilnosti avgusta 2015 je razkrilo, da so na nevrološki kliniki vladali slabi medsebojni odnosi in slab nadzor nad porabo zdravil. V vsaj enem primeru naj bi bil pacient odklopljen od respiratorja, zaradi česar se je dušil. Septembra 2015 je bilo v zvezi s Afero Radan objavljeno poročilo nadzorne komisije, ki je opravila nadzor na nevrološki kliniki zaradi afere in Radanovih opozoril. Komisija je ugotovila slabe odnose med zaposlenimi, pomanjkanjem avtonomije medicinskih sester zaradi neprimernega odnosa zdravnikov in nepravilnosti na področju zdravil. Komisija je zaključila, da zdravstveni tim v nekaterih primerih obravnave ni deloval primerno. Kot problematičen je bil izpostavljen oddelek za intenzivno terapijo. Prav tako so bile ugotovljene nepravilnosti pri izpolnjevanju potrdil o smrti in izvedbah obdukcij, pridobivanju odločitev za ukinitev terapije ali status "ne oživljaj" ter vključevanju svojcev v odločanje o oskrbi, spremljanju porabe in predpisovanju zdravil, interni dokumentaciji o kakovosti in varnosti in upoštevanju delovnopravne zakonodaje in obveščanju o varnostnih zapletih.
Maja 2016 sta bili ovadeni dve nevrologinji Nevrološke klinike UKCL zaradi suma odklopa umirajočega bolnika od dihalnega aparata zakar naj bi več ur umiral v mukah. V odziv na ovadbo je 30 nevrologov podpisalo javno pismo, v katerem so izražali skrb nad ovadbami na podlagi trditve "da je bila ovadba podana kljub mnenju več strokovnih nadzorov, da sta ravnali v skladu s stroko in uveljavljeno klinično prakso." Prav tako se je za zdravnice zavzelo vodstvo UKCL, saj naj ovadba ne bi imela strokovnih temeljev in ker da izredni interni nadzor ni pokazal nepravilnosti.
Maja 2016 je Radan zapustil pripor; odrejen mu je bil hišni pripor. Radanu se je sprva očitalo 7 umorov, nato je bil osumljen umora 6 bolnikov, a je obramba obtožbo uspešno spodbila. Novembra 2018 je bila tako Radanu izrečena sodba zaradi suma uboja 4 bolnikov, ponarejanja listin, neupravičenega slikovnega snemanja ter zlorabe uradnega položaja. Po nasprotujoči oceni izvedenke obrambe je bil prav tako ovržen očitek, da je Radan ubijal iz "morilske sle" in trpel za osebnostno motnjo; Radanu je bilo tako dovoljeno zapustiti pripor. Radan je bil istega meseca nepravnomočno oproščen vseh obtožb; obtožbe ubojev bolnikov je bil oproščen zaradi pomanjkanja materialnih dokazov spornega vzroka smrti bolnikov.
"Afera, ki je v javnost prišla na začetku januarja 2015, je sprožila razprave o evtanaziji, a tudi odnesla nekatere vodilne v Univerzitetnem kliničnem centru Ljubljana in na nevrološki kliniki, kjer je zdravnik Ivan Radan nazadnje delal in kjer naj bi tudi storil očitane uboje."
"Ob izbruhu afere Radan so sicer mediji, vključno s TV Slovenija, pridobili dokumente, ki so med drugim razkrivali, da je ena izmed zdravnic običajno mirno odklopila aparat za dihanje in pustila, da se bolnik duši. To naj bi počeli še dve njeni kolegici."

#### Aferasmejalni plin
Marca 2016 je prišlo v ravnokar otvorjeni urgenci šempetrske bolnišnice do smrti pacienta zaradi napačne namestitve dovoda kisika in narkotika dušikovega oksida (t.i. "smejalni plin"), zaradi česar je namesto kisika pacient vdihaval dušikov oksid. Izvedenec medicinske stroke je nato ugotovil, da sta zaradi dovajanja dušikovega oksida zelo verjetno umrla še dva pacienta, ogrožena pa naj bi bila življenja še štirih. Policijska preiskava je ugotovila večje število napak in pomankljivosti pri opremljanju urgence, pri čemer je sodelovalo 9 osumljenih oseb, proti osmim od nijh pa je bila sprožena sodna preiskava. Osumljeni so zaposleni v podjetjih, ki so sodelovala pri gradnji urgence.
Ob opremljanju reanimacijske sobe v novi urgenci naj bi delavec, pristojen za priključitev cevi medicinskih plinov in testiranj zanemaril svoje naloge. Delo naj bi opravila dve drugi osebi, ki za to nista bili pooblaščeni. Eden od osumljenih naj bi ponaredil listino o testiranju, drugi pa jo uporabil kot pristno vkljub vednosti, da ni. Ovadena sta bila še dve vodji in dva nadzornika, ki naj bi opustila dolžno ravnanje.

#### Informacijska varnost
Marca 2019 je bilo razkrito, da so bili od začetka leta 2016 prek spletnega brskalnega na spletu javno dostopni občutljivi osebni podatki zdravstvenih izvidov pacientov Splošne bolnišnice Izola.
Marca 2019 je bilo ugotovljeno tudi, da je ob obisku ministrice za zdravje Milojke Kolar Celarc na urgenci UKLC leta 2017 16 uslužbencev UKCL nepooblaščeno vpogledalo v njeno zdravstveno kartoteko. Nekatere od teh naj bi do podatkov dostopale zaradi osebnaga suma na neprimerno priviligirano pospešeno zdravstveno obravnavo ministrice. Kmalu potem je bilo ugotovljeno, da je samo leta 2018 v UKCL prišlo do treh nadzorov zaradi sumov nedovoljenih vpogledov v podatke pacientov, prav tako pa je v Splošni bolnišnici Celje 27 nepooblaščenih oseb vpogledovalo v zdravstvene podatke več vodilnih članov bolnišnice, v Splošni bolnišnici Trbovlje pa so se preverjali sumi nedovoljenih vpogledov v zdravstveno kartoteko čalna družine ministra za zdravje Sama Fakina.

#### Lekarništvo
Lekarne naj bi na javnih razpisih izbirale ponudnike, ki nudijo največje količinske popuste namesto tistih, ki nudijo najnižje cene, saj lahko tako lekarne ZZZS in (še posebej) samoplačnikom zaračunavajo višje cene in tako povečujejo svoje dobičke. Predsednik Lekarniške zbornice na očitke odgovarja, da tako javne kot zasebne lekarne samoplačnikom višje cene zaračunavajo zaradi prenizko postavljenih cen zdravil s strani ZZZS. Lekarne naj bi po njegovih besedah tako pokrivale izgube, pridobljene z izdajo zdravil, ki jih plačuje ZZZS. Marca 2018 je Komisija za preprečevanje korupcije opozorila, da lekarne prek kupovanja zdravil mimo javnih razpisov in računanja najvišjih dovoljenih cen zdravil ZZZS kljub rabatom veletrgovcem zdravil finančno oškodujejo ZZZS. Državna revizijska komisija novembra 2019 razveljavila skupno javno naročilo zdravil Lekarniške zbornice Slovenije, ki s skupnim naročanjem zalaga 23 lekarniških zavodov. Komisija je namreč ugotovila, da Lekarniška zbornica pri javnem naročilu pri izboru dobavitelja ni upoštevala najnižjih cen in tako kršila določila zakona o javnem naročanju. Revizijska komisija je prav tako ugotovila, da je Lekarniška zbornica nedovoljeno omejevala popuste ponudnikov in tako onemogočila izbor cenovno najugodnejše ponudbe. Predsednik Lekarniške zbornice je v odzivu na ugotovitve revizijske komisije navedel, da so z neupoštevanjem najnižje dobavne cene želeli zagotoviti razpoložljivost zdravil več proizvajalcev za posamezen tip zdravila. Naročilo je bilo skupaj vredno 1.1 milijarde evrov in zapolnjevalo potrebe zavodov za obdobje 48 mesecev.

#### Ostalo
Leta 2021 je bila pričeta kriminalistična preiskava zaradi izginutja medicinske opreme iz skladišča UKC Maribor. Skladišče je leta 2017 zalila podtalnica. Morebiten uničen medicinski material naj bi bil izločen in zavržen. Domnevno uničen material pa je začel iz skladišča izginjati. Domnevno uničen material naj bi bil dejansko odtujen in porabljen pri zasebnih izvajalcih zdravstvenih storitev. Zaradi neujemanja med evidenco skaldišča in dejanskim inventarjem je bil uveden notranji nadzor. Pod policijsko preiskavo naj bi se znašel vodja skladišča. Ko je vodstvo UKC MB uvedlo notranji nadzor, naj bi dva člana sveta zavoda začela izvajati pritisk na direktorja zavoda.